# 2010-es Formula–1 világbajnokság
A 2010-es Formula–1 világbajnokság sorrendben a 61. Formula–1-es szezon volt. A konstruktőri világbajnokságot a Red Bull Racing nyerte, amit már a brazil nagydíjon bebiztosított egy kettős győzelemmel. Az egyéni világbajnoki címet Sebastian Vettel szerezte meg az évadzáró versenyen, és ezzel ő lett a sportág legfiatalabb világbajnoka. Vettel a bajnoki győzelmet drámai szezon során a fináléban szerezte meg, ahol még rajta kívül három másik versenyző is esélyes volt a címre – a csapattársa Mark Webber, a Ferraris Fernando Alonso és a McLarenes Lewis Hamilton.
A Bridgestone-nak ez volt az utolsó Formula–1-es szezonja, miután bejelentette, hogy nem újítja meg a szerződését a bajnokság végén. Több hónapos megfontolás után a Pirellit választották gumiabroncs beszállítónak a 2011-es szezonra, amit a FIA Motorsport Világtanács genfi ülésén jelentettek be 2010 júniusában.
A pontozási rendszert megváltoztatták, ettől az évtől kezdve az első helyezett 25 pontot kapott, a második 18-at, a harmadik 15-öt, majd 12, 10, 8, 6, 4, 2 és 1 pontot kaptak a negyedik helytől a tizedikig. Változtattak az időmérő edzés szabályain, és megtiltották a versenyek alatti tankolást. Az ebben az évben alkalmazott műszaki és sportszabályok sok vita tárgyát képezték.
A szezon előtt a 2009-es világbajnok Jenson Button a McLarenhez igazolt, míg a 2009-es konstruktőri győztes Brawn GP-t felvásárolta a Mercedes-Benz, és önálló csapatként, Mercedes GP néven indultak. Leszerződtették a három év után visszatérő Michael Schumachert. Fernando Alonso a Ferrarihoz igazolt Kimi Räikkönen helyére.
A szezon első versenyére március 14-én került sor Bahreinben, az utolsóra pedig november 14-én Abu-Dzabiban, miután 18 országban és 5 kontinensen, 19 nagydíjon versenyeztek.

## Változások 2010-ben

### Technikai szabályváltoztatások

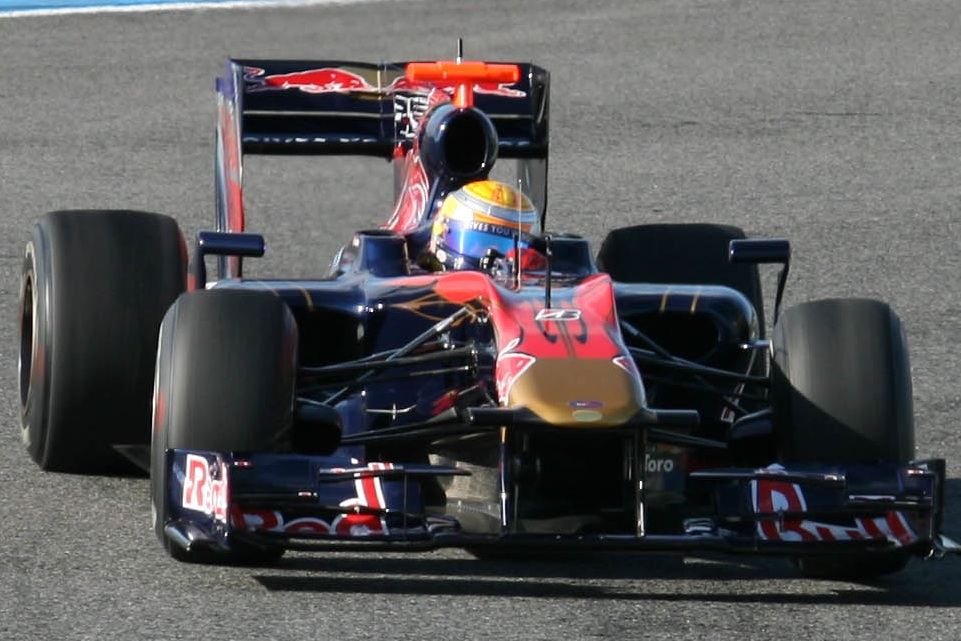
Sébastien Buemi a Toro Rossóval

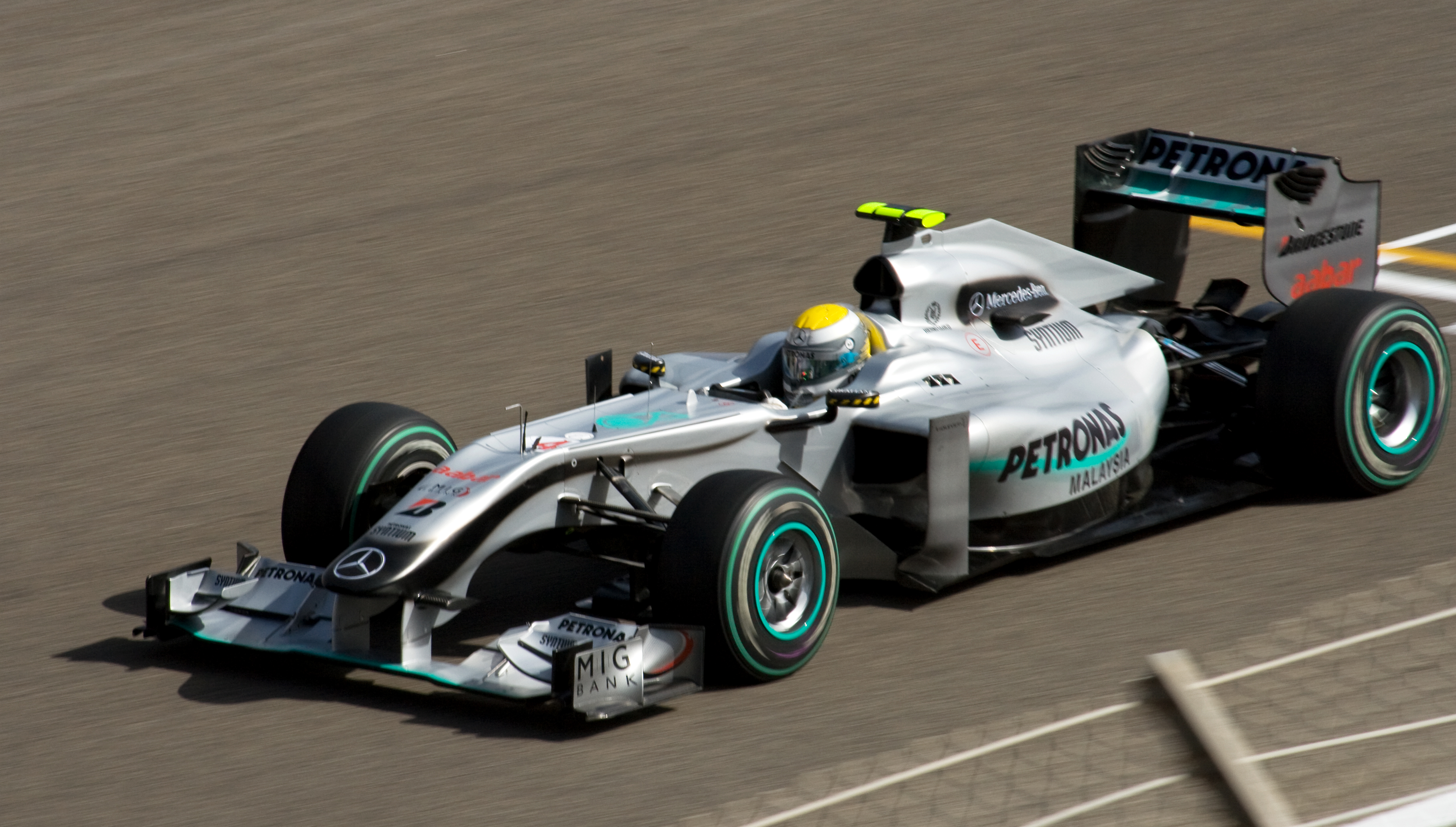
Nico Rosberg a Mercedes GP-vel

2009-ben az a probléma merült fel az autókkal kapcsolatban, hogy túlkormányzottak, ezért 2010-től keskenyebb első gumikat használtak a csapatok.
2010-re betiltották a futam alatti tankolást a töltőberendezések szállítása miatti óriási költség miatt, tehát a bokszkiállások alkalmával csak kerékcserét engedélyeztek. Ezzel együtt az autók legkisebb súlyát 620 kg-ra növelték. A bokszkiállások 5–6 másodperccel lettek rövidebbek. Ettől azt várták, hogy a pilótáknak kevesebb lehetőségük lesz pozíciót nyerésre a bokszban, tehát inkább előznek majd a pályán.
A csapatok közös megegyezéssel nem alkalmazzák a KERS rendszert a költséges kifejlesztése miatt, ráadásul szerintük legalább akkora hátránya van, mint előnye.
Mivel a mezőny 24 fősre bővült, az időmérőn is módosítottak: a Q1-ben és a Q2-ben 7–7 pilóta eshet ki, tehát a második etapban 17-en, a harmadikban pedig 10-en vesznek részt. A harmadik etapban is módosítottak, az elsőhöz és a másodikhoz hasonlóan szinte üres tankkal indultak. Az időmérő első tíz helyezettjének az időmérőn használt gumival kellett indulnia a versenyen.
A pontrendszeren is változtattak: az addigi nyolc pontozott 10–8–6–5–4–3–2–1 pontjai helyett az első tíz helyezett kapott 25–18–15–12–10–8–6–4–2–1 elosztásban pontot.

### Versenyzők
Átigazolások

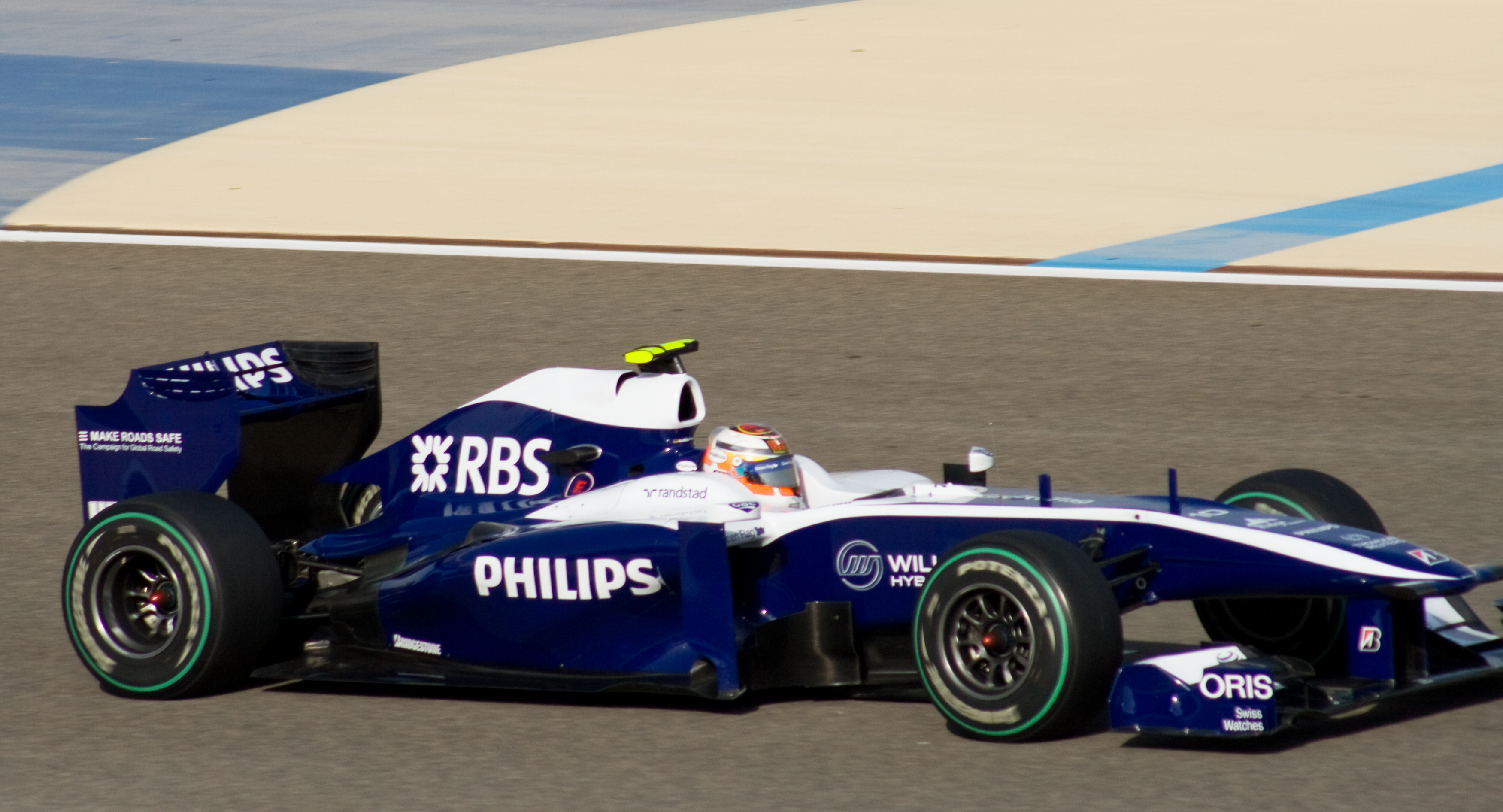
Nico Hülkenberg a Williamsszel

2010-ben sok pilóta váltott csapatot.

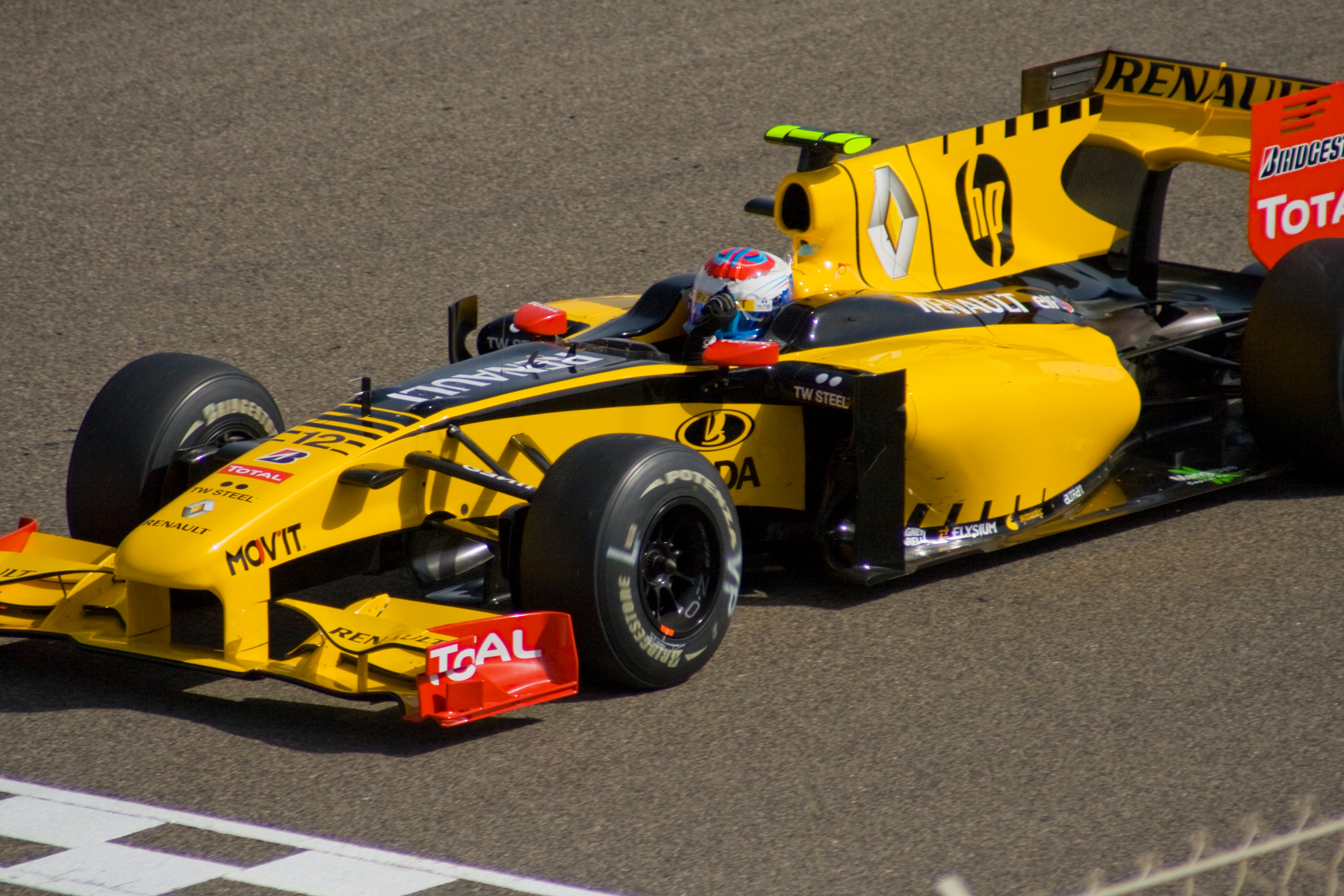
Vitalij Petrov a Renault-val

| Versenyző          | 2009-es csapat   | 2010-es csapat     |
| ------------------ | ---------------- | ------------------ |
| Fernando Alonso    | Renault          | Ferrari            |
| Robert Kubica      | BMW Sauber       | Renault            |
| Rubens Barrichello | Brawn–Mercedes   | Williams–Cosworth  |
| Nico Rosberg       | Williams–Toyota  | Mercedes GP        |
| Jarno Trulli       | Toyota           | Lotus–Cosworth     |
| Timo Glock         | Toyota           | Virgin–Cosworth    |
| Jenson Button      | Brawn–Mercedes   | McLaren–Mercedes   |
| Heikki Kovalainen  | McLaren–Mercedes | Lotus–Cosworth     |
| Kobajasi Kamui     | Toyota           | BMW Sauber–Ferrari |

Újonc/visszatérő pilóták:

 Lucas di Grassi: GP2, Racing Engineering → Virgin-Cosworth

 Nico Hülkenberg: GP2, ART Grand Prix → Williams-Cosworth

 Bruno Senna: Le Mans Series, ORECA → HRT-Cosworth

 Michael Schumacher: Három év szünet → Mercedes GP

 Pedro de la Rosa: McLaren-Mercedes, tesztpilóta → BMW Sauber- Ferrari

 Vitalij Petrov: GP2, Barwa Addax Team → Renault F1

 Karun Chandhok: GP2, Ocean Racing Technology → HRT-Cosworth
Távozó pilóták:

 Kimi Räikkönen: Ferrari → WRC, Citroën Junior Team

 Giancarlo Fisichella: Ferrari → Le Mans Series, AF Corse (Illetve a Ferrari tesztpilótája marad.)

 Nick Heidfeld: BMW Sauber → Mercedes Grand Prix, tesztpilóta

 Romain Grosjean: Renault → GT1, Matech Ford

 Nakadzsima Kazuki: Williams-Toyota → Formula Nippon, Petronas Team TOM's (tesztpilóta)

### Csapatok
2009-ben számos csapat jelentkezett, hogy részt vehessen a 2010-es világbajnokságban:
- Stefan GP[39]
- Team Superfund[40]
- Lola[41]
- Prodrive[42]
- Epsilon Euskadi[43]
- Campos Meta[44]
- USF1[45]
- Manor Grand Prix[46]
- March Racing[47]
- Brabham[48]
- N. Technology[41]

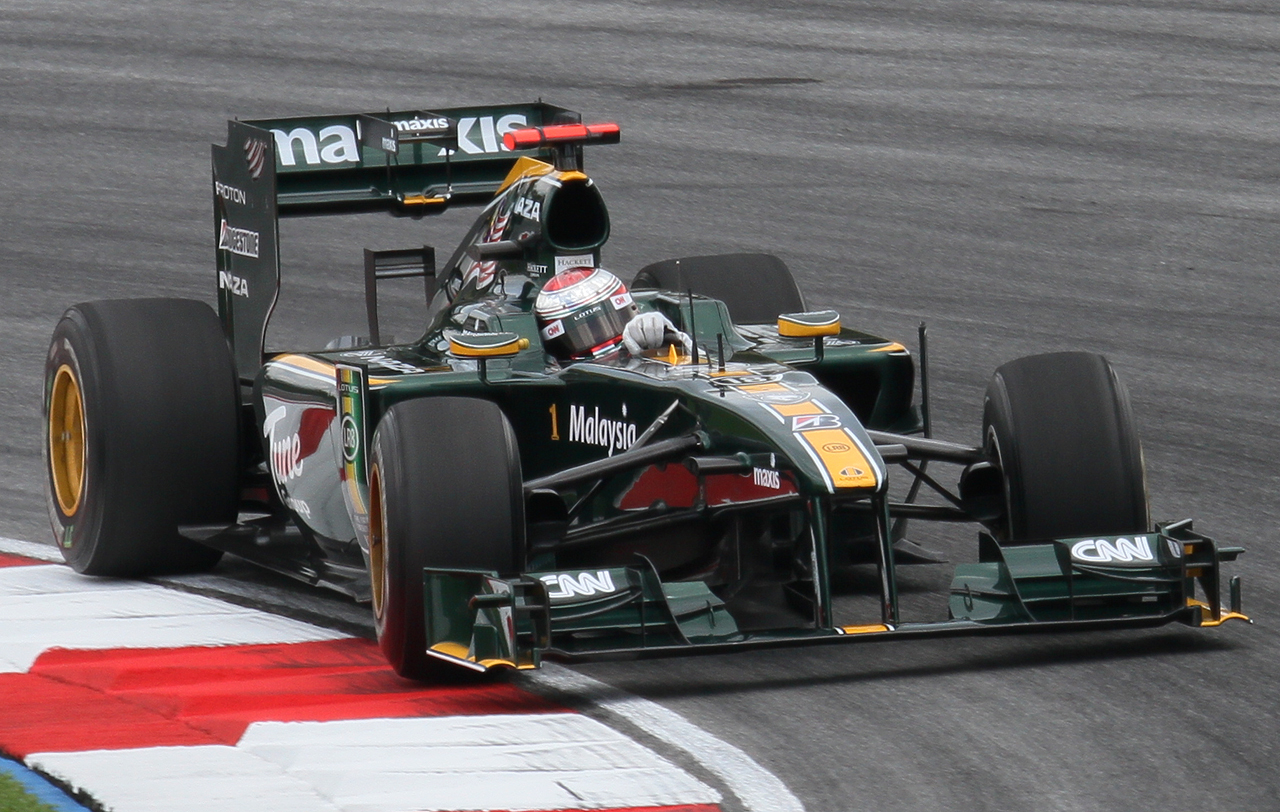
Jarno Trulli a Lotusszal

Végül a Campos Meta, a USF1 és a Manor Grand Prix csapatok kaptak engedélyt az indulásra.
Adrián Campos csapata a GP2-ben vett részt, F1-es autójukat az olasz Dallara készítette, amelybe a Cosworth motorja került. Február 19-én bejelentették, hogy a pénzügyi gondokkal küzdő csapatot a részvényes José Ramón Carabante teljesen átvette Campostól és Hispania Racing Teamre nevezte át.
Az amerikai US F1 is engedélyt kapott az indulásra, de március elején bejelentették, hogy befejezik programjukat.
A brit Manor Grand Prix alsóbb kategóriákban indult (Kimi Räikkönen és Lewis Hamilton is versenyzett náluk), rajtengedélyük kiadása után a csapatot a főszponzor miatt Virgin Racingre nevezték át.
A végleges nevezési listán eredetileg rajta volt a BMW Sauber és a Toyota is, ám mindkét autógyártó a Formula–1-es projekt leállítása mellett döntött. Helyükre az egyik belépő a Lotus, míg a másik helyet az újjáalakult BMW-utód, a Sauber kapta.

## A szezon előtt

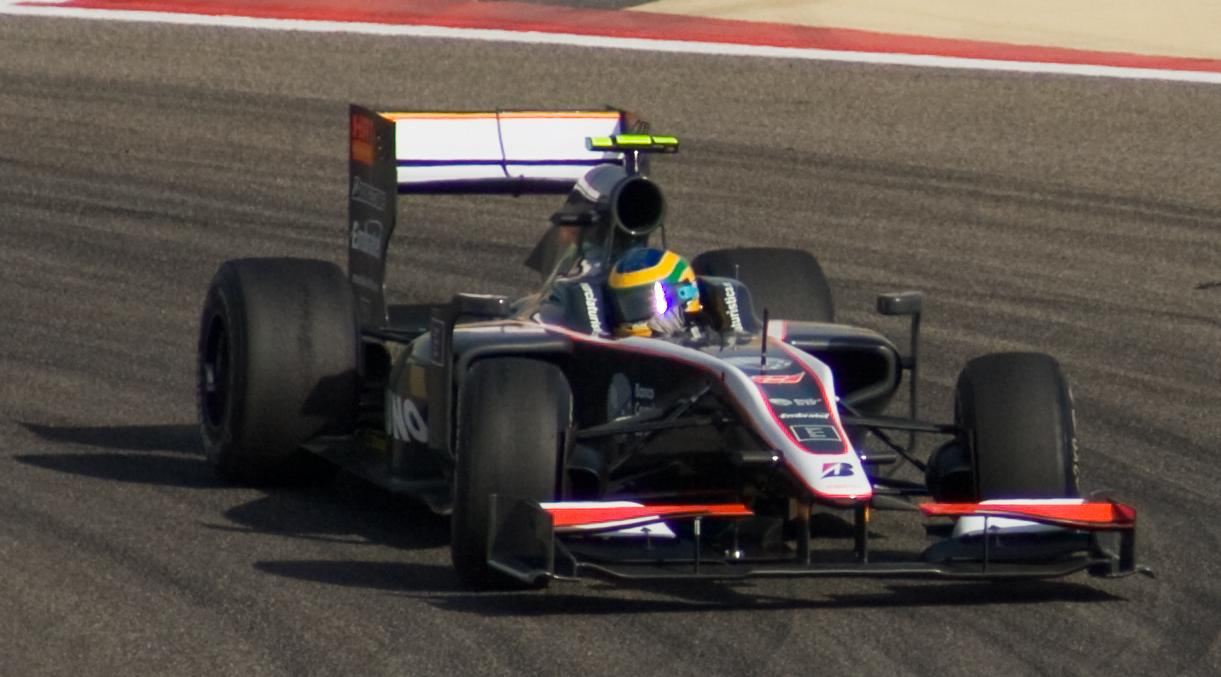
Bruno Senna a Hispania csapattal a bahreini nagydíjon

A 2010-es szezonra egy 40 millió fontos költségplafont kívánt az FIA bevezetni, melynek elfogadásával jelentős technikai szabadsághoz juthattak volna a csapatok (korlátlan számú motort használhat egy évben egy versenyző, a fordulatszámot nem kell korlátozni, mozgatható első és hátsó szárny, erősebb KERS). Ennek bevezetését azzal indokolták, hogy a Formula–1 az új csapatok számára vonzóbb legyen. A csapatok közül ezzel csak a Williams F1 és a Force India értett egyet, mert csak ők tudták volna ezt a korlátozást vállalni, míg a nagy csapatok nem lettek volna képesek ilyen rövid idő alatt majdnem a tizedére csökkenteni a költségvetésüket, ha pedig nem fogadják el, jelentős technikai hátrányba kerültek volna. Azzal fenyegetőztek, hogy ha nem vonják ezt vissza, akkor nem indulnak a bajnokságban, hanem létrehoznak egy saját sorozatot; a kilépést is bejelentették, majd öt nappal ezután Max Mosley meghátrált és visszavonta a költségvetési plafont.
Az új évad előtti első tesztsorozatot 2009. december 1-jén kezdték Jerezben, amelyen fiatal versenyzők (akik legfeljebb két F1-es futamot teljesítettek addig) vehettek részt. A brit Formula–3-as bajnok Daniel Ricciardo volt a leggyorsabb a Red Bullal.
2010-ben Valenciában (február 1–3.), Jerezben (február 10–13. és február 17–20.) és Barcelonában (február 25–28.) tartottak hivatalos tesztsorozatot. A Campos/Hispania és a US F1 nem vett részt egyik szezon előtti tesztnapon sem.
Az év eleji tesztelés a Ricardo Tormo pályán kezdődött Valenciában, ahol hét csapat vett részt. Itt a Ferrari csapat dominált, Felipe Massa autózta az első és második nap legjobb idejét. Fernando Alonso a harmadik napon indult először új csapatával, és a sorozat leggyorsabb körét szerezte meg, 1:11,470-nel.

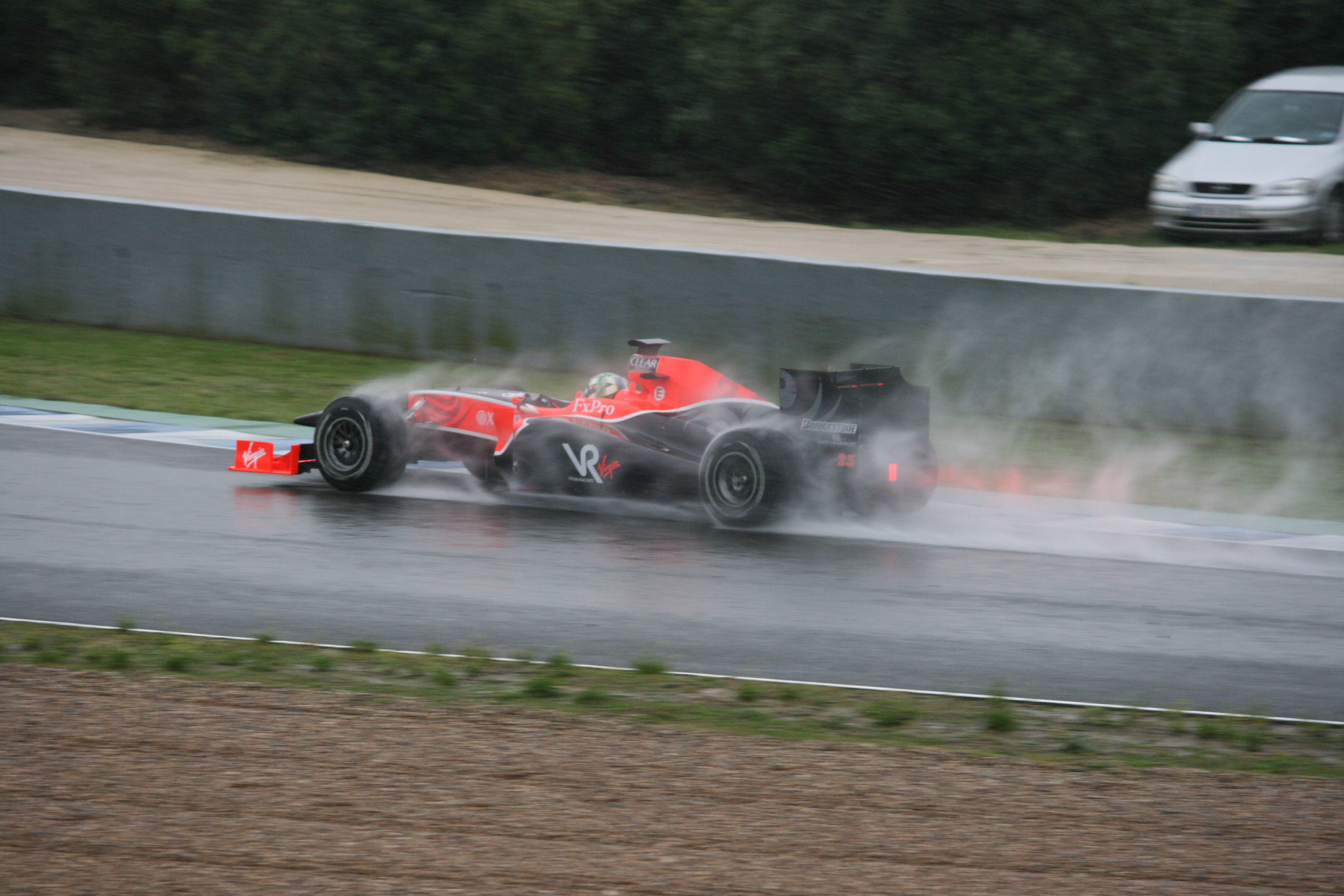
Lucas di Grassi Jerezben

A második tesztsorozat Jerezben zajlott, erős záporok, felhőszakadások nehezítették a csapatok munkáját. Itt vett részt először a Virgin Racing, de az első napon csak öt kört tudtak teljesíteni. A sorozat legjobb idejét Lewis Hamilton autózta a száraz szombati napon, 1:19,583-mal.
A harmadik, négynapos tesztsorozatot ismét Jerezben tartották, ahol változó volt az időjárás. Itt vett részt először a Lotus Racing T127-tel. Az utolsó két napon, napos időben Jenson Button volt a leggyorsabb (1:18,871).
Az utolsó szezon előtti tesztet Barcelonában tartották. A teszt napos időben kezdődött, de szórványos esőzések is előfordultak a hétvégén. A Virgin tesztelését Lucas di Grassi ütközése és mechanikai problémák nehezítették. Lewis Hamiltoné lett a leggyorsabb kör (1:20,472) a héten, amelynek vasárnapján a legtöbb csapat alacsony üzemanyagszinttel futott.

### Tesztek
| Dátum       | Helyszín                 | Pálya                         | Leggyorsabb versenyző | Csapat     | Idő      | Kör |
| ----------- | ------------------------ | ----------------------------- | --------------------- | ---------- | -------- | --- |
| Február 1.  | Valencia, Spanyolország  | Circuit Ricardo Tormo         | Ricardo Zonta         | Ferrari    | 1:12,574 | 102 |
| Február 2.  | Valencia, Spanyolország  | Circuit Ricardo Tormo         | Felipe Massa          | Ferrari    | 1:11,722 | 124 |
| Február 3.  | Valencia, Spanyolország  | Circuit Ricardo Tormo         | Fernando Alonso       | Ferrari    | 1:11,470 | 127 |
| Február 10. | Jerez, Spanyolország     | Circuito de Jerez-Ángel Nieto | Nico Rosberg          | Mercedes   | 1:20,927 | 57  |
| Február 11. | Jerez, Spanyolország     | Circuito de Jerez-Ángel Nieto | Kobajasi Kamui        | BMW Sauber | 1:19,950 | 103 |
| Február 12. | Jerez, Spanyolország     | Circuito de Jerez-Ángel Nieto | Jaime Alguersuari     | Toro Rosso | 1:19,919 | 76  |
| Február 13. | Jerez, Spanyolország     | Circuito de Jerez-Ángel Nieto | Lewis Hamilton        | McLaren    | 1:19,583 | 113 |
| Február 17. | Jerez, Spanyolország     | Circuito de Jerez-Ángel Nieto | Sebastian Vettel      | Red Bull   | 1:22,593 | 99  |
| Február 18. | Jerez, Spanyolország     | Circuito de Jerez-Ángel Nieto | Rubens Barrichello    | Williams   | 1:27,145 | 98  |
| Február 19. | Jerez, Spanyolország     | Circuito de Jerez-Ángel Nieto | Mark Webber           | Red Bull   | 1:19,299 | 115 |
| Február 20. | Jerez, Spanyolország     | Circuito de Jerez-Ángel Nieto | Jenson Button         | McLaren    | 1:18,871 | 108 |
| Február 25. | Barcelona, Spanyolország | Circuit de Catalunya          | Mark Webber           | Red Bull   | 1:21,487 | 109 |
| Február 26. | Barcelona, Spanyolország | Circuit de Catalunya          | Nico Hülkenberg       | Williams   | 1:20,614 | 99  |
| Február 27. | Barcelona, Spanyolország | Circuit de Catalunya          | Nico Rosberg          | Mercedes   | 1:20,686 | 127 |
| Február 28. | Barcelona, Spanyolország | Circuit de Catalunya          | Lewis Hamilton        | McLaren    | 1:20,472 | 134 |
| Március 5.  | Szahír, Bahrein          | Bahrain International Circuit | Mark Webber           | Red Bull   | 1:56,487 | 86  |
| Március 6.  | Szahír, Bahrein          | Bahrain International Circuit | Rubens Barrichello    | Williams   | 1:56,614 | 89  |
| Március 7.  | Szahír, Bahrein          | Bahrain International Circuit | Mark Webber           | Red Bull   | 1:55,874 | 90  |

### Új autófejlesztések
| Konstruktőr | Autó    | Bemutató ideje | Bemutató helye              |
| ----------- | ------- | -------------- | --------------------------- |
| Ferrari     | F10     | január 28.     | Maranello, Olaszország      |
| McLaren     | MP4-25  | január 29.     | Newbury, Egyesült Királyság |
| Renault     | R30     | január 31.     | Valencia, Spanyolország     |
| BMW Sauber  | C29     | január 31.     | Valencia, Spanyolország     |
| Mercedes    | MGP W01 | február 1.     | Valencia, Spanyolország     |
| Toro Rosso  | STR5    | február 1.     | Valencia, Spanyolország     |
| Williams    | FW32    | február 1.     | Valencia, Spanyolország     |
| Virgin      | VR-01   | február 3.     | Online                      |
| Force India | VJM03   | február 9.     | Online                      |
| Red Bull    | RB6     | február 10.    | Jerez, Spanyolország        |
| Lotus       | T127    | február 12.    | London, Egyesült Királyság  |
| Hispania    | HRT     | március 4.     | Murcia, Spanyolország       |

## Csapatok
Az FIA 2009. június 12-én hozta nyilvánosságra a 2010-ben induló 12 csapatot tartalmazó listát.
| Csapat                        | Konstruktőr | Modell  | Motor             | Gumi | Rajtszám | Versenyzők         | Versenyek    | Tesztversenyzők                                  |
| ----------------------------- | ----------- | ------- | ----------------- | ---- | -------- | ------------------ | ------------ | ------------------------------------------------ |
| Vodafone McLaren–Mercedes     | McLaren     | MP4-25  | Mercedes FO108X   | B    | 1        | Jenson Button      | Összes       | Gary Paffett                                     |
| Vodafone McLaren–Mercedes     | McLaren     | MP4-25  | Mercedes FO108X   | B    | 2        | Lewis Hamilton     | Összes       | Gary Paffett                                     |
| Mercedes GP Petronas F1 Team  | Mercedes    | MGP W01 | Mercedes FO108X   | B    | 3        | Michael Schumacher | Összes       | Nick Heidfeld                                    |
| Mercedes GP Petronas F1 Team  | Mercedes    | MGP W01 | Mercedes FO108X   | B    | 4        | Nico Rosberg       | Összes       | Nick Heidfeld                                    |
| Red Bull Racing               | Red Bull    | RB6     | Renault RS27-2010 | B    | 5        | Sebastian Vettel   | Összes       | Brendon Hartley Daniel Ricciardo David Coulthard |
| Red Bull Racing               | Red Bull    | RB6     | Renault RS27-2010 | B    | 6        | Mark Webber        | Összes       | Brendon Hartley Daniel Ricciardo David Coulthard |
| Scuderia Ferrari Marlboro     | Ferrari     | F10     | Ferrari 056       | B    | 7        | Felipe Massa       | Összes       | Giancarlo Fisichella Marc Gené Luca Badoer       |
| Scuderia Ferrari Marlboro     | Ferrari     | F10     | Ferrari 056       | B    | 8        | Fernando Alonso    | Összes       | Giancarlo Fisichella Marc Gené Luca Badoer       |
| AT&T WilliamsF1 Team          | Williams    | FW32    | Cosworth CA2010   | B    | 9        | Rubens Barrichello | Összes       | Valtteri Bottas                                  |
| AT&T WilliamsF1 Team          | Williams    | FW32    | Cosworth CA2010   | B    | 10       | Nico Hülkenberg    | Összes       | Valtteri Bottas                                  |
| Renault F1 Team               | Renault     | R30     | Renault RS27-2010 | B    | 11       | Robert Kubica      | Összes       | Ho-Pin Tung Jérôme d’Ambrosio Jan Charouz        |
| Renault F1 Team               | Renault     | R30     | Renault RS27-2010 | B    | 12       | Vitalij Petrov     | Összes       | Ho-Pin Tung Jérôme d’Ambrosio Jan Charouz        |
| Force India F1 Team           | Force India | VJM03   | Mercedes FO108X   | B    | 14       | Adrian Sutil       | Összes       | Paul di Resta                                    |
| Force India F1 Team           | Force India | VJM03   | Mercedes FO108X   | B    | 15       | Vitantonio Liuzzi  | Összes       | Paul di Resta                                    |
| Scuderia Toro Rosso           | Toro Rosso  | STR5    | Ferrari 056       | B    | 16       | Sébastien Buemi    | Összes       | Brendon Hartley Daniel Ricciardo David Coulthard |
| Scuderia Toro Rosso           | Toro Rosso  | STR5    | Ferrari 056       | B    | 17       | Jaime Alguersuari  | Összes       | Brendon Hartley Daniel Ricciardo David Coulthard |
| Lotus Formula One Team        | Lotus       | T127    | Cosworth CA2010   | B    | 18       | Jarno Trulli       | Összes       | Fairuz Fauzy                                     |
| Lotus Formula One Team        | Lotus       | T127    | Cosworth CA2010   | B    | 19       | Heikki Kovalainen  | Összes       | Fairuz Fauzy                                     |
| Hispania Racing F1 Team (HRT) | HRT         | F110    | Cosworth CA2010   | B    | 20       | Karun Chandhok     | 1–10         | Christian Klien Jamamoto Szakon                  |
| Hispania Racing F1 Team (HRT) | HRT         | F110    | Cosworth CA2010   | B    | 20       | Jamamoto Szakon    | 11–14, 16-17 | Christian Klien Jamamoto Szakon                  |
| Hispania Racing F1 Team (HRT) | HRT         | F110    | Cosworth CA2010   | B    | 20       | Christian Klien    | 15, 18-19    | Christian Klien Jamamoto Szakon                  |
| Hispania Racing F1 Team (HRT) | HRT         | F110    | Cosworth CA2010   | B    | 21       | Bruno Senna        | 1–9, 11–19   | Christian Klien Jamamoto Szakon                  |
| Hispania Racing F1 Team (HRT) | HRT         | F110    | Cosworth CA2010   | B    | 21       | Jamamoto Szakon    | 10           | Christian Klien Jamamoto Szakon                  |
| BMW Sauber-Ferrari            | BMW Sauber  | C29     | Ferrari 056       | B    | 22       | Pedro de la Rosa   | 1–14         | Esteban Gutiérrez                                |
| BMW Sauber-Ferrari            | BMW Sauber  | C29     | Ferrari 056       | B    | 22       | Nick Heidfeld      | 15–19        | Esteban Gutiérrez                                |
| BMW Sauber-Ferrari            | BMW Sauber  | C29     | Ferrari 056       | B    | 23       | Kobajasi Kamui     | Összes       | Esteban Gutiérrez                                |
| Virgin Racing                 | Virgin      | VR-01   | Cosworth CA2010   | B    | 24       | Timo Glock         | Összes       | Luiz Razia Jérôme d’Ambrosio                     |
| Virgin Racing                 | Virgin      | VR-01   | Cosworth CA2010   | B    | 25       | Lucas di Grassi    | Összes       | Luiz Razia Jérôme d’Ambrosio                     |

A nevezési listán eredetileg szerepelt a Brawn GP, a Toyota, a Renault, a McLaren-Mercedes és a BMW-Sauber, ám a feltételeiket nem vonták vissza 2009. június 19-ig, a Max Mosley által adott határidőig, így bejelentették a kilépést, valamint azt, hogy a Ferrarival, a Red Bull Racingel és a Toro Rossóval egy rivális szériát indítanak 2010-ben.
Az utóbbi három csapat sorsa azonban még kérdéses volt, mert 2005-ben 2012-ig szóló szerződést kötöttek a Formula–1-ben való szereplésre.
Öt nappal a kilépés bejelentése után Max Mosley visszavonta a vitatott költségvetési sapkát, és bejelentette, hogy az év végén lejáró elnöki ciklusa után nem fogja újrajelöltetni magát elnöknek. Cserében Mosley ezért azt kérte, hogy a ’90-es évek szintjére csökkentsék a csapatok a költségeiket, valamint technikailag támogassák az új belépőket.
A Toyota kapta volna a 9-es, 10-es rajtszámot. Mivel nem indultak, ezért az utána következő csapat, a Williams kapta. (2009-ben a Honda számait a Force India kérésére nem adták ki, mivel ők mindenképpen az eredeti rajtszámaikat szerették volna megtartani.) A BMW-Sauber kapta volna a 11-es és a 12-es rajtszámot, de mivel a Sauber átmenetileg elvesztette a rajtjogosultságát és nem tekintették őket a BMW-Sauber utódjának, a 22-es és a 23-as rajtszámmal sorolták be őket a teljesen újonc csapatok közé.

## Versenynaptár
Az FIA a végleges versenynaptárat 2009. december 11-én adta ki. 19 futam került megrendezésre, ami az addigi legtöbb egy szezonon belül (a 2005-ös szezon mellett).
| Verseny | Hivatalos név                          | Nagydíj            | Pálya                          | Város              | Dátum          | Idő   | Idő   | Idő   | Pályarajz    |
| Verseny | Hivatalos név                          | Nagydíj            | Pálya                          | Város              | Dátum          | Helyi | UTC   | CET   | Pályarajz    |
| ------- | -------------------------------------- | ------------------ | ------------------------------ | ------------------ | -------------- | ----- | ----- | ----- | ------------ |
| 1.      | Gulf Air Bahrain Grand Prix            | bahreini nagydíj   | Bahrain International Circuit  | Szahír             | március 14.    | 15:00 | 13:00 | 14:00 | Bahrein      |
| 2.      | Qantas Australian Grand Prix           | ausztrál nagydíj   | Albert Park Grand Prix Circuit | Melbourne          | március 28.    | 17:00 | 6:00  | 7:00  | Melbourne    |
| 3.      | Petronas Malaysian Grand Prix          | maláj nagydíj      | Sepang International Circuit   | Kuala Lumpur       | április 4.     | 16:00 | 8:00  | 9:00  | Sepang       |
| 4.      | Sinopec Chinese Grand Prix             | kínai nagydíj      | Shanghai International Circuit | Sanghaj            | április 18.    | 15:00 | 7:00  | 8:00  | Sanghaj      |
| 5.      | Gran Premio de España Telefónica       | spanyol nagydíj    | Circuit de Catalunya           | Barcelona          | május 9.       | 14:00 | 13:00 | 14:00 | Barcelona    |
| 6.      | Grand Prix de Monaco                   | monacói nagydíj    | Circuit de Monaco              | Monte-Carlo        | május 16.      | 14:00 | 13:00 | 14:00 | Monte Carlo  |
| 7.      | Petrol Ofisi Turkish Grand Prix        | török nagydíj      | Isztambul Park                 | Isztambul          | május 30.      | 15:00 | 13:00 | 14:00 | Isztambul    |
| 8.      | Grand Prix du Canada                   | kanadai nagydíj    | Circuit Gilles Villeneuve      | Montréal           | június 13.     | 12:00 | 17:00 | 18:00 | Montréal     |
| 9.      | Telefónica Grand Prix of Europe        | európai nagydíj    | Valencia Street Circuit        | Valencia           | június 27.     | 14:00 | 13:00 | 14:00 | Valencia     |
| 10.     | Santander British Grand Prix           | brit nagydíj       | Silverstone Circuit            | Silverstone        | július 11.     | 13:00 | 13:00 | 14:00 | Silverstone  |
| 11.     | Großer Preis von Deutschland Santander | német nagydíj      | Hockenheimring                 | Hockenheim         | július 25.     | 14:00 | 13:00 | 14:00 | Hockenheim   |
| 12.     | ENI magyar nagydíj                     | magyar nagydíj     | Hungaroring                    | Budapest, Mogyoród | augusztus 1.   | 14:00 | 13:00 | 14:00 | Mogyoród     |
| 13.     | Belgian Grand Prix                     | belga nagydíj      | Circuit de Spa-Francorchamps   | Spa                | augusztus 29.  | 14:00 | 13:00 | 14:00 | Spa          |
| 14.     | Gran Premio Santander d'Italia         | olasz nagydíj      | Autodromo Nazionale di Monza   | Monza              | szeptember 12. | 14:00 | 13:00 | 14:00 | Monza        |
| 15.     | SingTel Singapore Grand Prix           | szingapúri nagydíj | Singapore Street Circuit       | Szingapúr          | szeptember 26. | 20:00 | 13:00 | 14:00 | Szingapúr    |
| 16.     | Fuji Television Japanese Grand Prix    | japán nagydíj      | Suzuka Circuit                 | Szuzuka            | október 10.    | 15:00 | 7:00  | 8:00  | Suzuka       |
| 17.     | Korean Grand Prix                      | koreai nagydíj     | Korean International Circuit   | South Jeolla       | október 24.    | 15:00 | 7:00  | 8:00  | South Jeolla |
| 18.     | Grande Prêmio do Brasil                | brazil nagydíj     | Autódromo José Carlos Pace     | São Paulo          | november 7.    | 14:00 | 16:00 | 17:00 | Interlagos   |
| 19.     | Etihad Airways Abu Dhabi Grand Prix    | abu-dzabi nagydíj  | Yas Island                     | Abu-Dzabi          | november 14.   | 17:00 | 13:00 | 14:00 | Abu-Dzabi    |

### Változások a versenynaptárban
- A szezonnyitó bahreini nagydíjat új vonalvezetésen tartották. A versenyzők az eredeti pályát a négyes kanyar után hagyják el, majd egy 900 méteres szakasz után érnek vissza a „régi” pályára, az ötös kanyar előtt. Ez a változtatás egy kör hosszát 5,412 km-ről 6,299 km-re növelte.[107]
- A brit nagydíjat eredetileg Donington Park rendezte volna, de a verseny megrendezéséhez szükséges pénzt nem sikerült előteremtenie, ezért a korábbi évekhez hasonlóan a Silverstone Circuit rendezte meg.[108][109]
- 2010-ben, egy év kihagyás után visszatért a versenynaptárba a kanadai nagydíj.[110]
- A német nagydíj visszatért egy évre Hockenheimbe, miután 2009-ben a Nürburgringen rendezték a versenyt.
- 2010-ben a japán nagydíjat a Fuji Speedway-en tartották volna a Szuzukával való éves váltás miatt. Azonban a Fuji tulajdonosa, a Toyota bejelentette, hogy felhagynak azokkal a tervekkel, hogy a Fuji Speedway-en versenyt tartsanak a globális válságra hivatkozva, mint fő ok.[111] Így 2010-től továbbra is csak Szuzuka ad otthont a versenynek.[112]
- Dél-Korea először rendezett Formula–1-es nagydíjat. Az építési munkálatok a versenyt megelőző utolsó napokban fejeződtek be. A Korean International Circuiten, Yeongamban zajló versenyt október 24-én tartották.[113]

## A szezon menete

### Bahreini nagydíj

Bahrain International Circuit

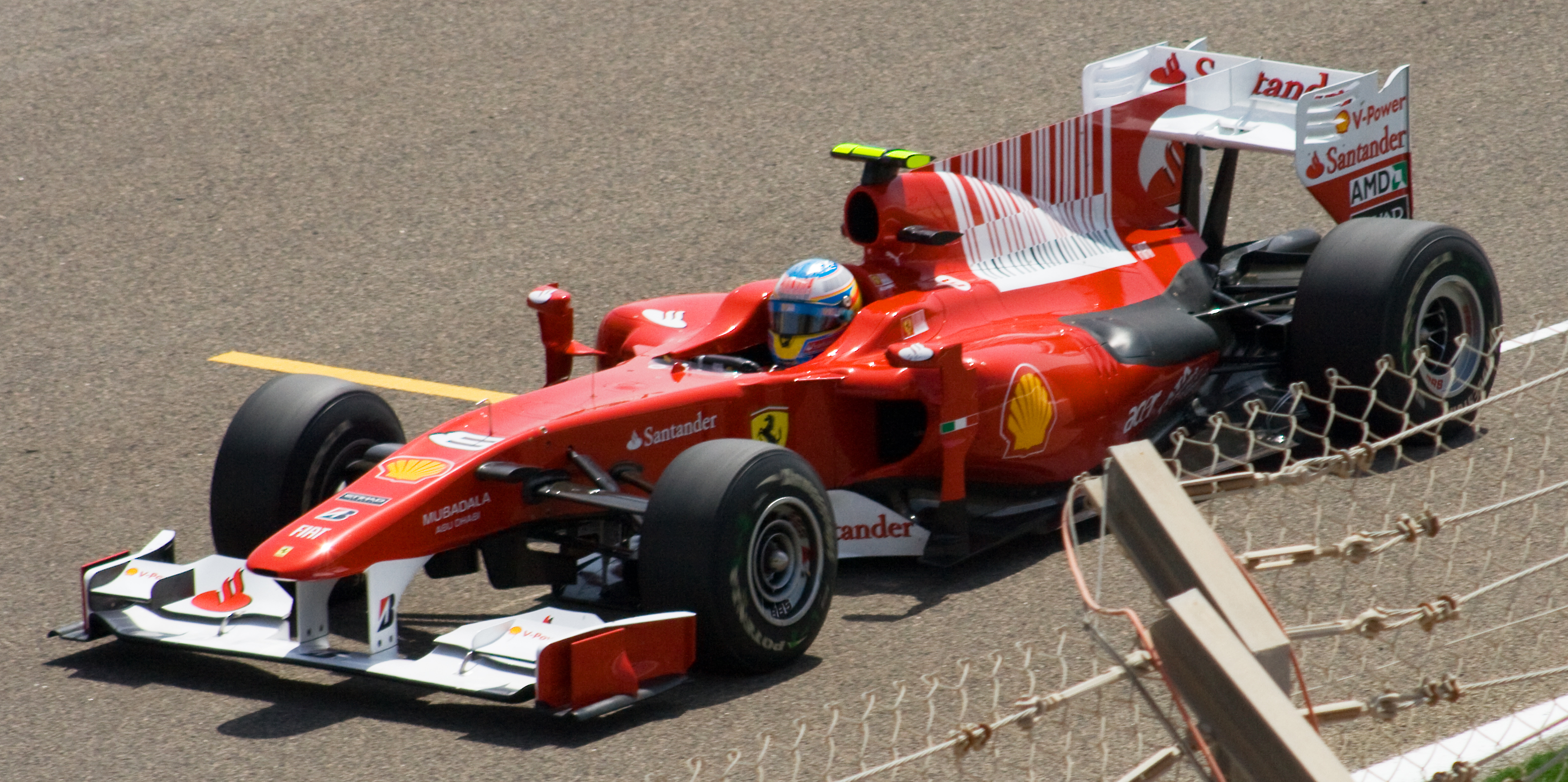
Fernando Alonso nyerte a szezonnyitó versenyt

Az első versenyt, a bahreini nagydíjat 2010. március 14-én rendezték Szahírban. A pályán egy kör 6,299 km, a verseny 49 körös volt.
Az évadnyitó versenyen a pole-pozíciót Sebastian Vettel érte el a két Ferrari: Massa és Alonso előtt. A rajt után a második kanyarban Mark Webber autója elkezdett erőteljesen füstölni, ami miatt a Force India német versenyzője, Adrian Sutil meglökte a Renault lengyel pilótáját, Robert Kubicát. Mindketten megpördültek, a középmezőnyből visszaestek a hátsó részbe, de folytatni tudták a futamot. A 2. körben a Hispania csapat indiai versenyzője, Karun Chandhok megcsúszott, és összetörte az autóját. Az alakulat másik pilótája, Bruno Senna a verseny felénél kényszerült kiállni, motorhiba miatt. Sebastian Vettel a táv kétharmadáig vezetett, de motorja meghibásodása miatt lelassult. A 34. kör végén az addig mögötte autózó Fernando Alonso megelőzte, akit a célegyenes után csapattársa, Felipe Massa követett. A Ferrari így kettős győzelmet aratott. A 38. körben Lewis Hamilton is elment a német mellett, így harmadik lett. Vettel végül a negyedik helyen fejezte be a versenyt Nico Rosberg és Michael Schumacher Mercedese előtt. Az új csapatok közül egyedül a Lotus autói teljesítették a versenyt.

### Ausztrál nagydíj

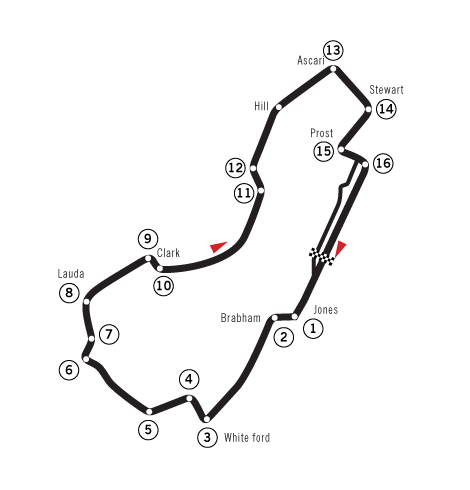
Melbourne Grand Prix Circuit

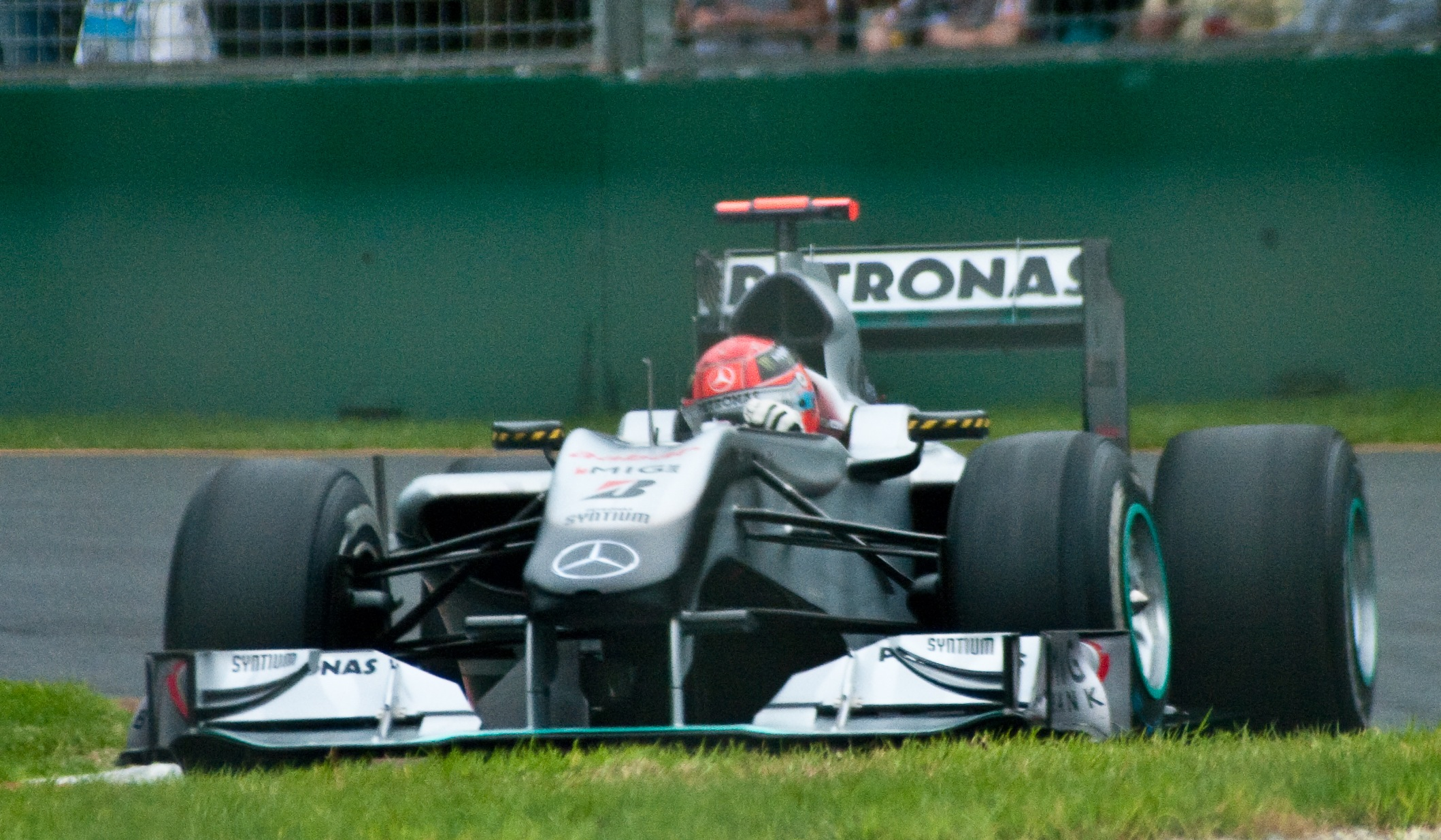
Schumacher 1 pontot szerzett Melbourne-ben

A második versenyt, az ausztrál nagydíjat 2010. március 28-án rendezték az Albert Parkban. A pályán egy kör 5,303 km, a verseny 58 körös volt.
Az első sorból Vettel és csapattársa, a hazai közönsége előtt szereplő Mark Webber indult. Mivel a pálya nedves volt a rajtnál, megengedték a versenyzőknek, hogy gumit cseréljenek autóikon, mindenki az intermediate-eket választotta. Az első kanyarban Button és Alonso akadt össze, de Schumacher is belekeveredett az incidensbe. A spanyol megpördülése után a mezőny végére esett vissza, Schumacher első szárnya pedig megsérült és kiállt a bokszutcába. A száradó pályán Jenson Button állt ki először száraz gumikért, ami remek döntésnek bizonyult. Miután mindenki új gumikra váltott, a brit a második helyen haladt. A vezető Vettel a 25. körben bal első kerekének hibája miatt kicsúszott és kiesett. A harmadik helyen autózó Massa mögé felért Alonso, majd Hamilton és Webber, de megelőzniük nem sikerült a brazilt. A futam végén Webber ütközött Hamiltonnal, de mindketten be tudták fejezni a versenyt. Button 12 másodperccel győzött Robert Kubica és Felipe Massa előtt.

### Maláj nagydíj

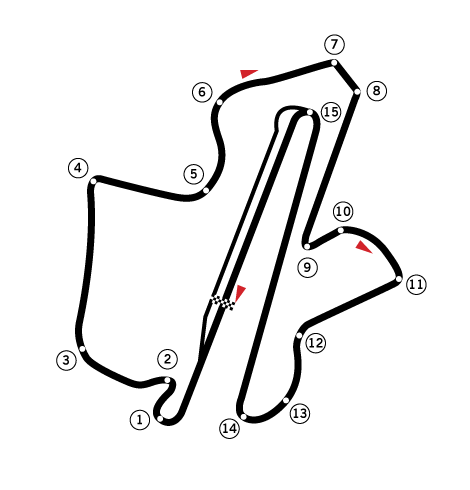
Sepang International Circuit

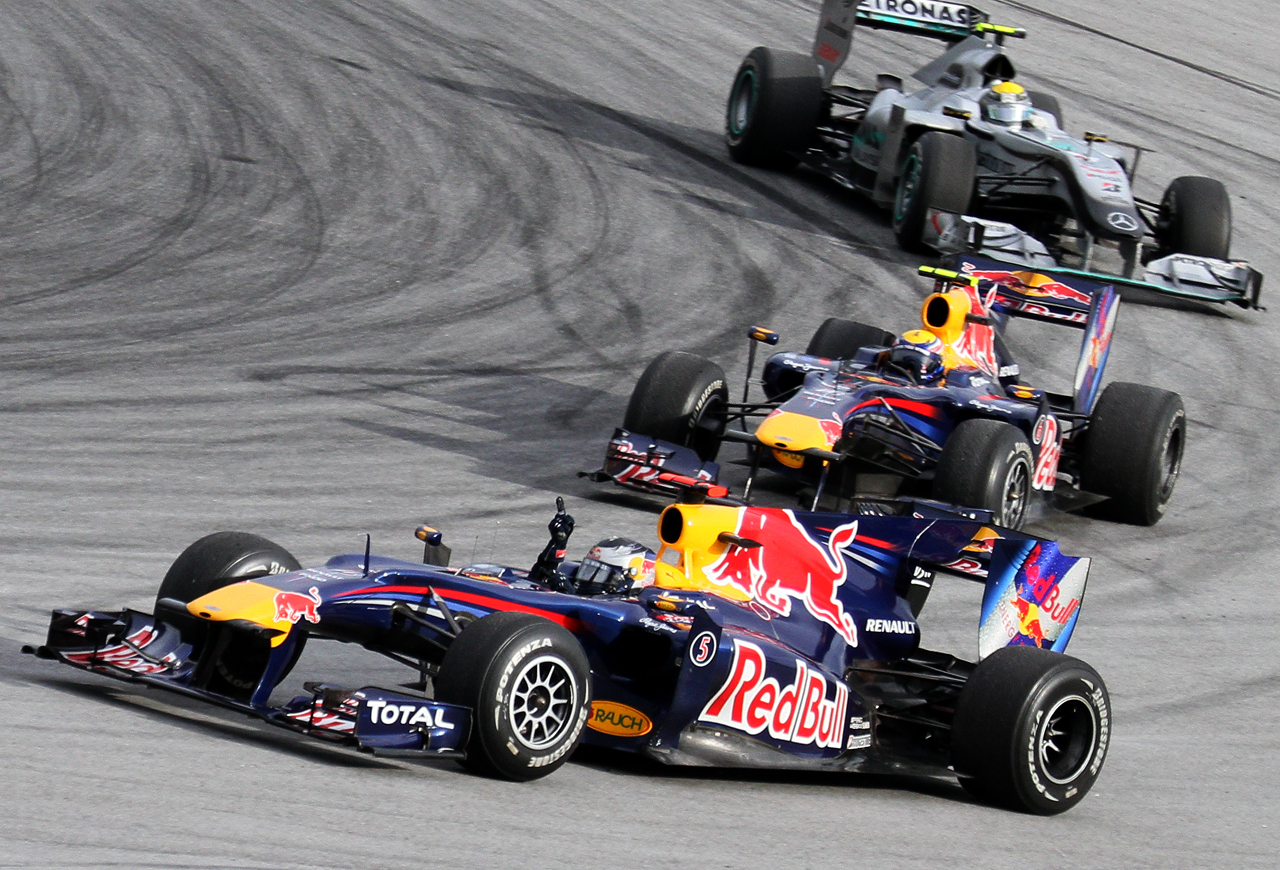
A győztes Vettel Mark Webber és Nico Rosberg előtt

A harmadik versenyt, a maláj nagydíjat 2010. április 4-én rendezték Sepangban. A pályán egy kör 5,543 km, a verseny 56 körös volt.
A pole-pozíciót Mark Webber érte el az esős időmérőn, amelynek utolsó szakaszában kockázatot vállalva intermediate gumikkal indult. A McLaren és a Ferrari versenyzői a rajtrács végéről rajtoltak, mert túl későn hajtottak a pályára, amikor már esett.
A rajtnál Vettel a harmadik helyről megelőzte a második Rosberget, majd az első kanyarban Webbert is. Ezután két Red Bull haladt az élen, a sorrend közöttük a bokszkiállások után sem változott meg, Webber kerékcseréje során egyik anyacsavarjával probléma adódott és 2 másodpercet veszített. A Red Bull Racing kettős győzelmet aratott Nico Rosberg Mercedese és Kubica Renault-ja előtt. Hamilton Adrian Sutil mögött a hatodik, Massa hetedik, Button nyolcadik helyre jött fel. Schumacher és a futam alatt váltóproblémával küzdő Alonso (az utolsó előtti körben) technikai hiba miatt kiesett.

### Kínai nagydíj

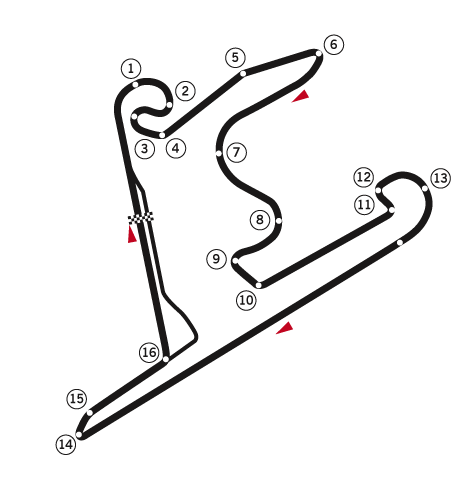
Shanghai International Circuit

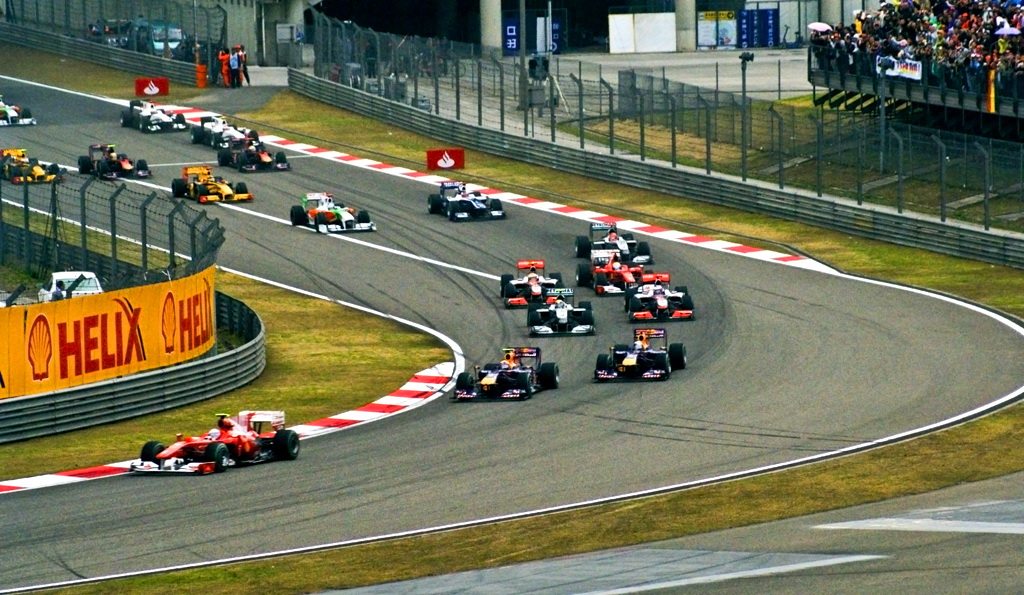
A mezőny a rajt után

A negyedik versenyt, a kínai nagydíjat 2010. április 18-án rendezték Sanghajban. A pályán egy kör 5,451 km, a verseny 56 körös volt.
Az első rajtsorból a Red Bull versenyzői rajtoltak: Vettel indult Webber előtt. Alonso kiugrott a rajtnál, így az élre állt, de emiatt később bokszutca-áthajtásos büntetést kapott. A verseny elején baleset történt, emiatt bejött a biztonsági autó. Ekkor többen kiálltak a bokszba intermediate gumikért, mivel úgy gondolták, erősödni fog az eső. Nico Rosberg vette át a vezetést Button és a két Renault előtt. Mivel az eső nem erősödött, a gumit cserélő versenyzők ismét a bokszba hajtottak slick abroncsért, így Rosberg, Button, Kubica és Petrov nagy előnyre tett szert. Amikor megérkezett az előre jelzett eső, mindenki a bokszba hajtott. Alonso a bokszutca bejáratánál megelőzte Massát, míg Hamiltont és Vettelt egyszerre engedték el kiállásukkor, így egymás mellett haladtak a bokszutcában. Mindkettőjüket figyelmeztetésben részesítették a verseny után. A 19. körben a vezető Rosberg hibázott a 11-es kanyarban, Button pedig ezt követően megelőzte a németet. A 22. körben Alguersuari orrkúpjának darabjai szóródtak szét a pályán, ezért ismét bejött a biztonsági autó. Az új rajt után Hamilton számos versenyzőt előzött meg, egészen a második helyig jött fel. A versenyt Button nyerte Hamilton, Rosberg, Alonso, Kubica és Vettel előtt.

### Spanyol nagydíj

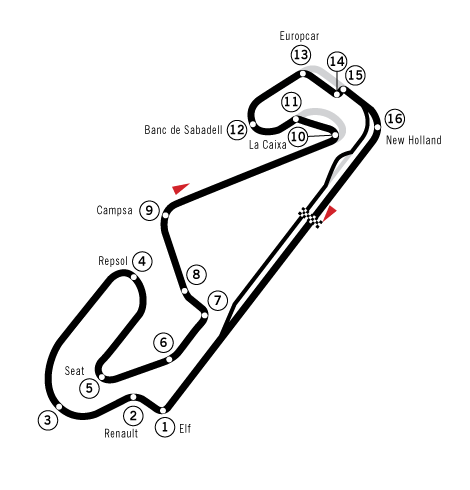
Circuit Catalunya

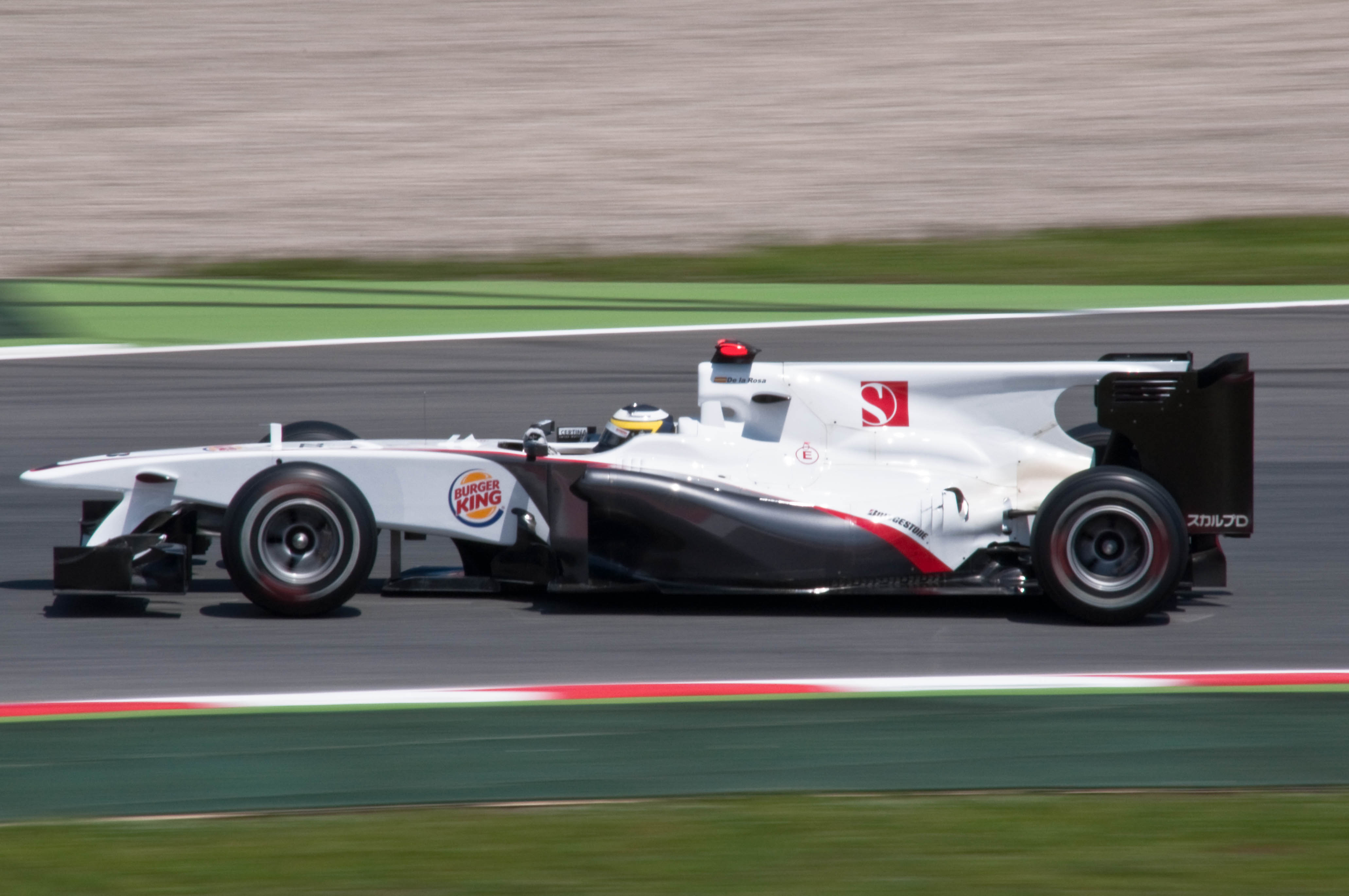
Pedro de la Rosa a Sauberrel

A világbajnokság ötödik versenyét a Formula–1 spanyol nagydíjat 2010. május 9-én Barcelonában rendezték. A pálya hossza 4,655 km, a versenytáv összesen 307,104 km volt, amely 66 körnek felelt meg.
A pole-pozíciót Mark Webber szerezte meg, Sebastian Vettel és Lewis Hamilton előtt.
Az ausztrál Mark Webber érvényesítette a Red Bull Racing erőfölényét, és magabiztos rajt-cél győzelmet aratott a spanyol nagydíjon, így idén elsőként tudott a pole-pozícióból indulva futamot nyerni. A második helyen a hazai szurkolók nagy örömére a spanyol Fernando Alonso végzett, míg a harmadik helyen a fékproblémákkal küzdő Sebastian Vettel ért célba. Lewis Hamilton a második helyről esett ki egy defekt miatt, mindössze két körrel a leintés előtt.

### Monacói nagydíj

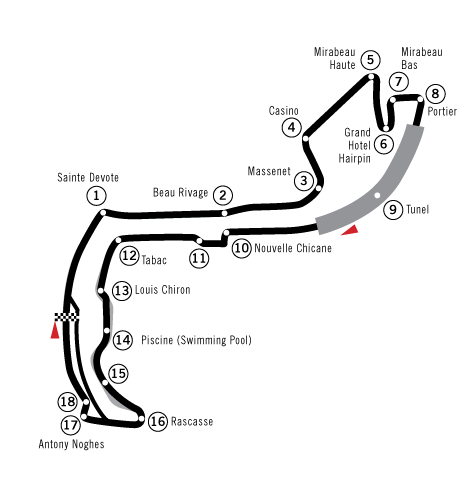
Circuit de Monaco

A világbajnokság hatodik versenyét a Formula–1 monacói nagydíjat 2010. május 16-án a monacói utcai pályán rendezték. A pályán egy kör 3,340 km, a verseny 78 körös volt.
A pole-pozíciót Mark Webber szerezte meg Kubica és Vettel előtt. Alonso nem vehetett részt az időmérő edzésen, mivel a harmadik szabadedzésen összetörte Ferrariját. Nico Hülkenberg, majd Barrichello balesete után is bejött a biztonsági autó, Fernando ezt kihasználva kiállt gumit cserélni és a verseny végéig nem is állt ki többször a bokszutcába. A verseny végén Trulli és Karun Chandhok összeütközött, emiatt ismét biztonsági autós szakasz volt érvényben az utolsó kör végéig. Miután az kiállt, Michael Schumacher megelőzte az előtte haladó Alonsót, így a hatodik helyen ért célba. A verseny után 20 másodperces büntetést kapott a 40.13-as szabály megsértése miatt, így nem szerzett pontot. A versenyt Webber nyerte a csapattárs Vettel, Kubica, Massa és Hamilton előtt.

### Török nagydíj

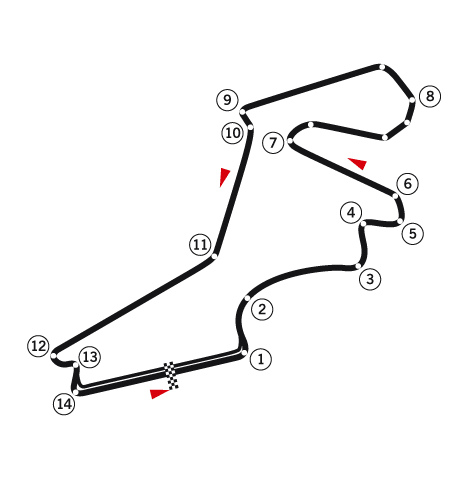
Isztambul park

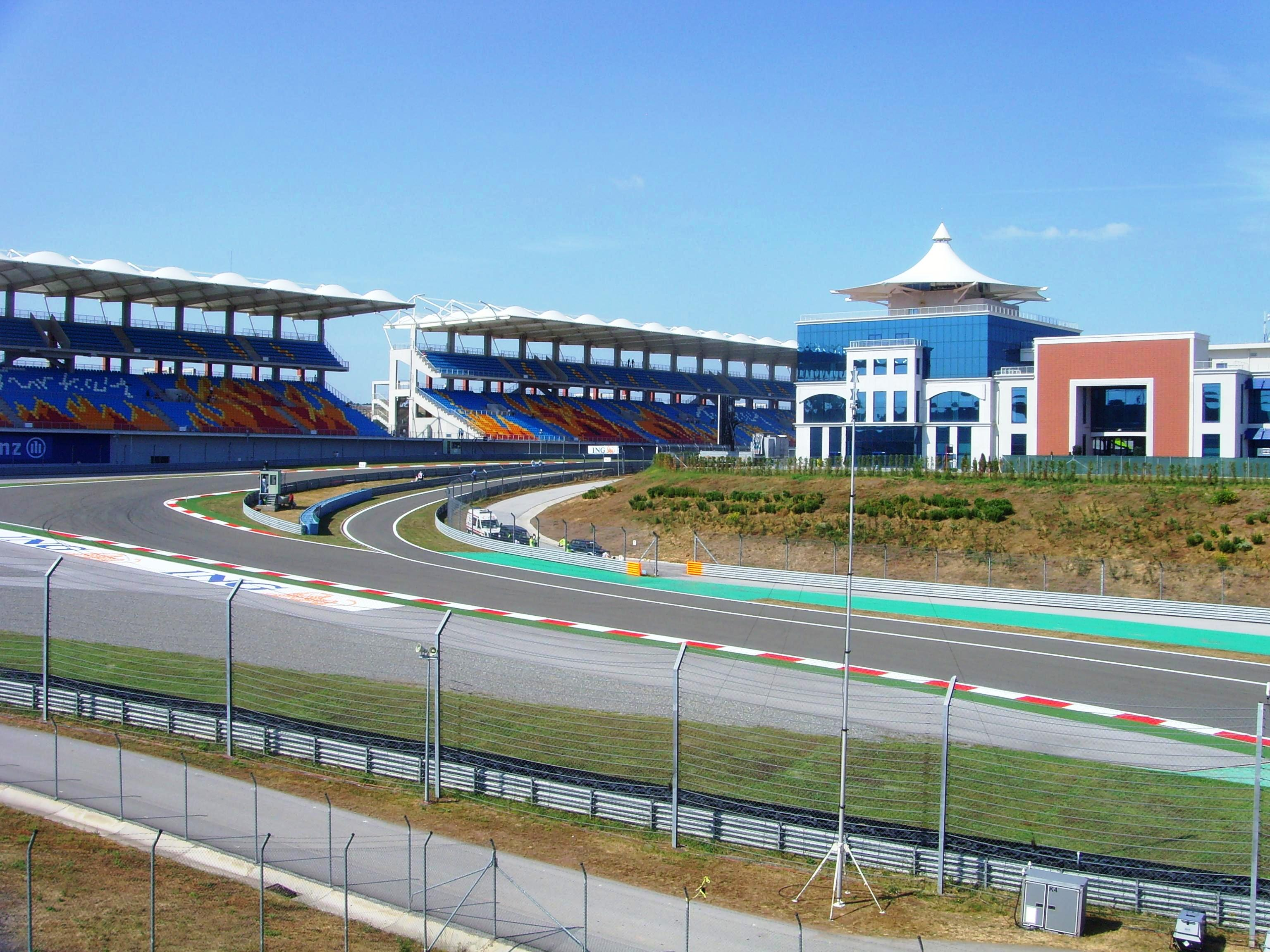
A bokszutca kijárata

A hetedik versenyt, a török nagydíjat 2010. május 30-án rendezték az Isztambul Parkban. A pályán egy kör 5,338 km, a verseny 58 körös volt.
A pole-t sorozatban harmadszorra szerezte meg Mark Webber. Hamilton a második, Vettel a harmadik helyről indult. Hamiltont Vettel, Buttont Schumacher előzte meg a rajtnál, de mindketten visszaszerezték pozícióikat az első kör végére. Sebastian Vettel állt ki elsőként a bokszba a 14. körben, miután Webber és Hamilton is kiállt, Vettel megszerezte a második helyett csapattársa mögött. Az élen a két Red Bull haladt. Vettel a 12-es kanyar előtt megpróbálta megelőzni csapattársát, de összeütköztek. Vettel kiesett, Webber pedig bokszkiállásra kényszerült, így a két McLaren állt az élre. A verseny második felében enyhén esett az eső. Bár mindkét McLarenes versenyzőt üzemanyag takarékosságra intették, Button 9 körrel a verseny vége előtt megelőzte csapattársát a 12-es kanyarban, aki a következő kör első kanyarjában visszavette az első helyet. Hamilton győzött Button, Webber, Schumacher és Rosberg előtt. Alonso a Ferrari 800. futamán csak a tizenkettedik helyről rajtolt, végül a nyolcadik helyen ért célba csapattársa mögött. Néhány körrel a verseny vége előtt előzés közben összeért Alonso és Petrov autója. Az orosz versenyzőnek emiatt ki kellett állnia szerelőihez, majd megfutotta a leggyorsabb kört, pontot azonban nem szerzett.

### Kanadai nagydíj

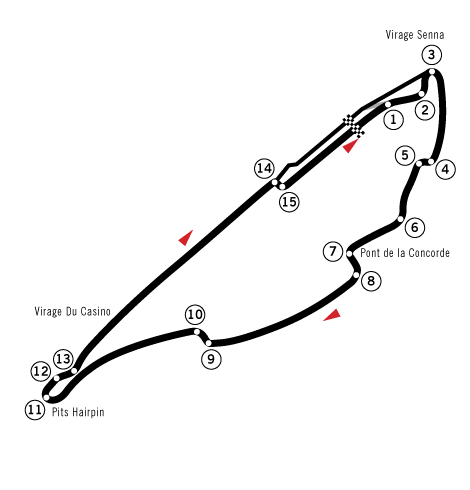
Circuit Gilles Villeneuve

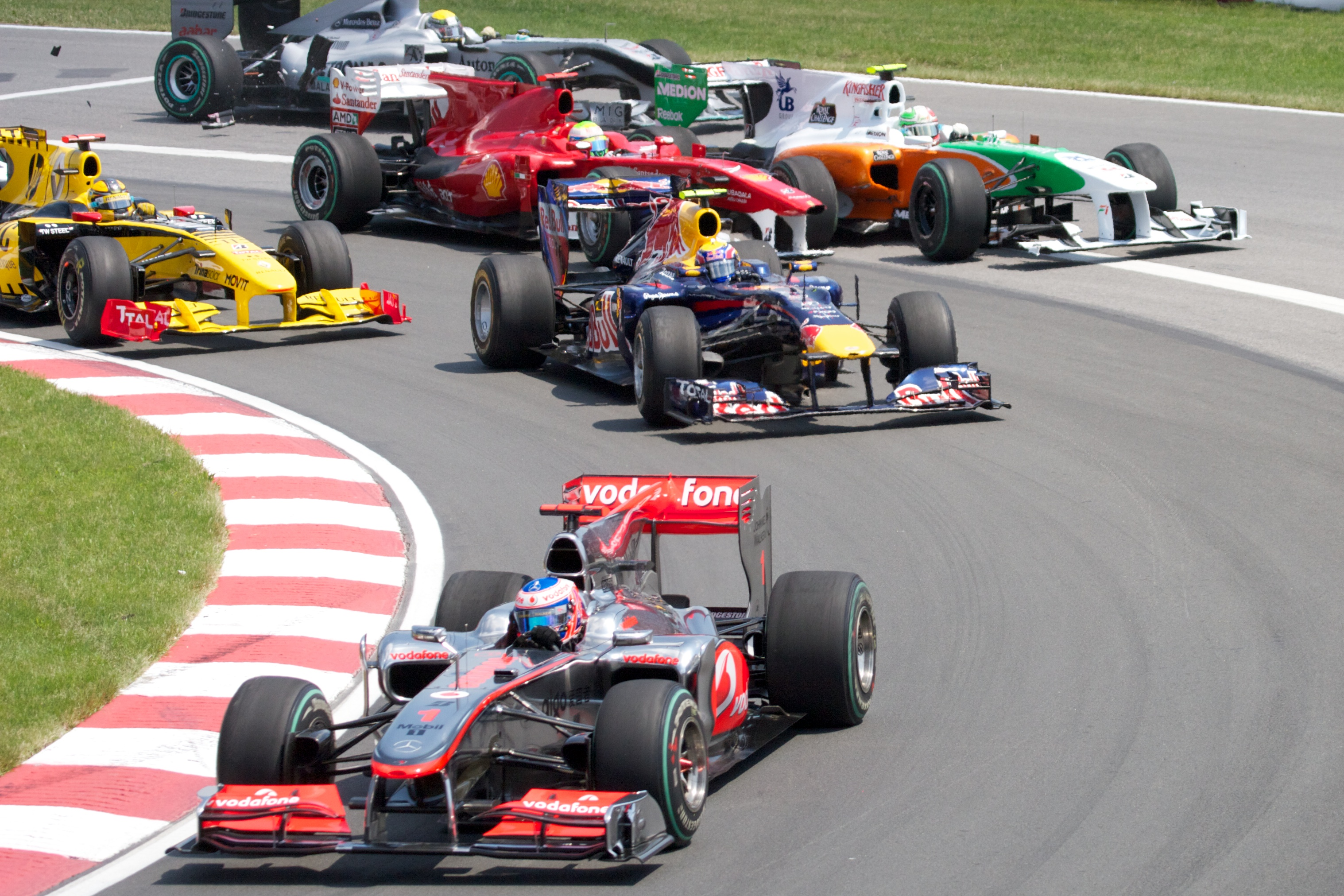
Button Webber, Kubica, Massa és Liuzzi előtt

A világbajnokság nyolcadik futamát, a kanadai nagydíjat 2010. június 13-án rendezték Montréalban. A versenypályán egy kör 4,361 km, a verseny 70 körös volt.
Hamilton indult az első helyről, ezzel megszakította a Red Bull pole-pozíciós sorozatát, amely az évadnyitó óta tartott. A futam alatt a versenyzők változatos okok miatt látogattak a boxutcába, a verseny első felében ugyanis több ütközés is történt, de leggyakrabban a lágy és kemény keverékű gumikat cserélgették a pálya hőmérséklete miatt. A nagyon eseménydús verseny után a brit győzött Button előtt, ezzel a McLaren negyedik győzelmét szerezték meg. Alonso harmadikként fejezte be a versenyt a negyedik helyről indulva. Két alkalommal is hátráltatták a lekörözöttek, így először Hamilton, majd Button kapott jó lehetőséget az előzésre. Vettel negyedik, míg Webber ötödik lett. A nagydíj után az egyéni bajnokság vezetését Hamilton vette át 3 ponttal Button, 6 ponttal Webber előtt. A McLaren 22 pontosra növelte előnyét a konstruktőri bajnokságban.

### Európai nagydíj

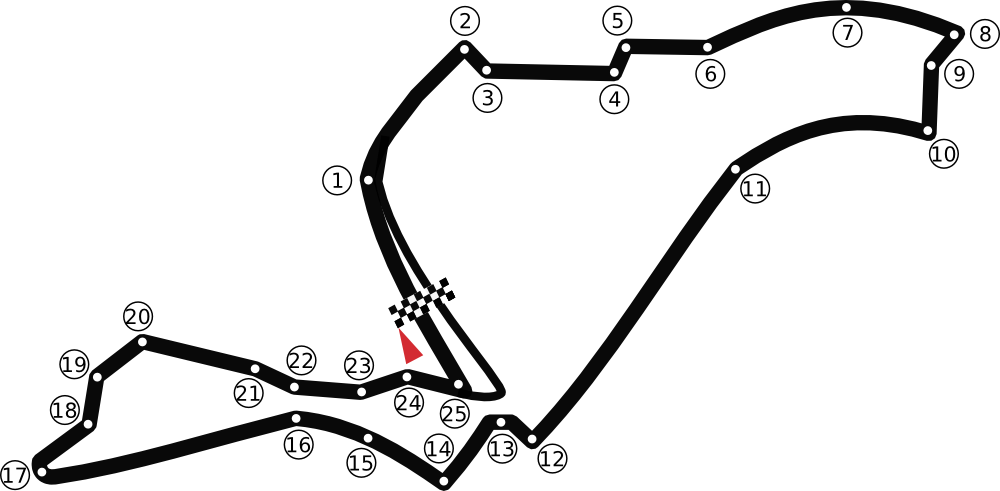
Valencia Street Circuit

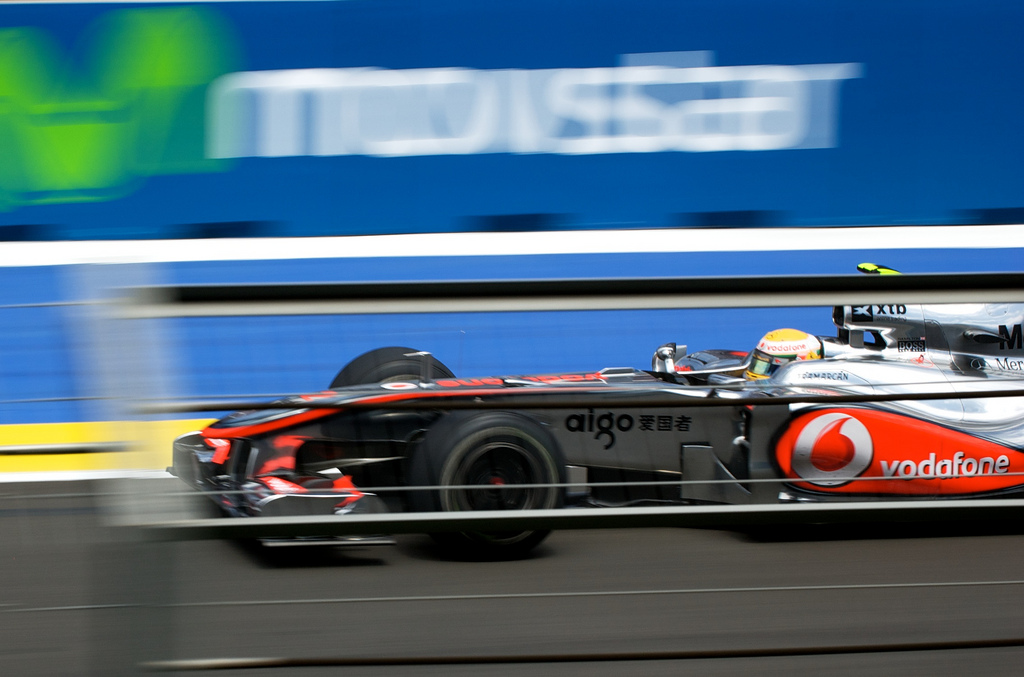
Hamilton Valenciában

A kilencedik versenyt, az európai nagydíjat 2010. június 27-én rendezték Valenciában. A pályán egy kör 5,419 km, a verseny 57 körös volt.
Valenciában Vettelé lett az első rajtkocka, majd a német végig vezetve a mezőnyt, győzött, ezzel visszaszerezte esélyét a bajnoki címre. Hamilton a második helyen ért célba bokszutca-áthajtásos büntetése ellenére, amelyet azért kapott, mert megelőzte a biztonsági autót. Button lett a harmadik. Mark Webber nagy balesetet szenvedett, amikor a 8. körben 300 km/h feletti sebességnél Kovalainen Lotusának hátsó kerekéhez ért. Webber autója a levegőbe emelkedett, majd a gumifalban állt meg, de az ausztrálnak nem esett baja a balesetben. A biztonsági autó pályán tartózkodása alatt 9 versenyző meghaladta a megengedett maximális sebességet. Ennek megfelelően 5 másodperces büntetést kapottt Barrichello, Buemi, Button, Hülkenberg, Kubica, Liuzzi, Petrov, de la Rosa és Sutil. Hülkenberg végül kiesett a versenyből. Barrichello a Williams legjobb helyezését érte el az évadban negyedik helyével. Kobajasi az utolsó körben Alonsót és Buemit is megelőzte, ezzel hetedik lett a Sauberrel.

### Brit nagydíj

Silverstone Circuit

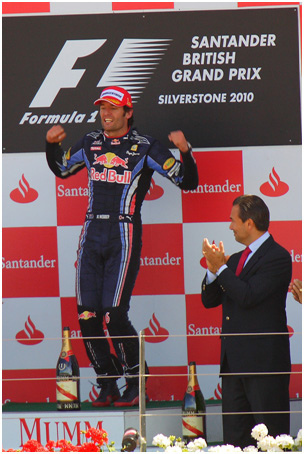
Mark Webber a dobogón

A tizedik versenyt, a brit nagydíjat Silverstone-ban rendezték 2010. július 11-én. A pályán egy kör 5,901 km, a verseny 52 körös volt.
A Red Bull csapat két első szárnyat hozott el, amelyeket külön erre a pályára terveztek. Miután Vettel összetörte a sajátját a harmadik szabadedzésen, a csapat vezetősége Webberét adta oda neki. Vettel indult az első helyről, de a rajtnál Webber megelőzte. A német az első kör elején defektet kapott, emiatt a mezőny végére esett vissza. A biztonsági autónak is köszönhetően végül hetedikként ért célba. A versenyt végül Webber nyerte a hagyományos első szárnnyal Hamilton és Rosberg előtt. Alonso Kubica előzésekor elhagyta a pályát, ezért bokszutca-áthajtásos büntetést kapott. A versenybírák ezt nem engedték a biztonsági autós körök alatt letölteni, így csak 14. lett, amivel nem szerzett pontot.

### Német nagydíj

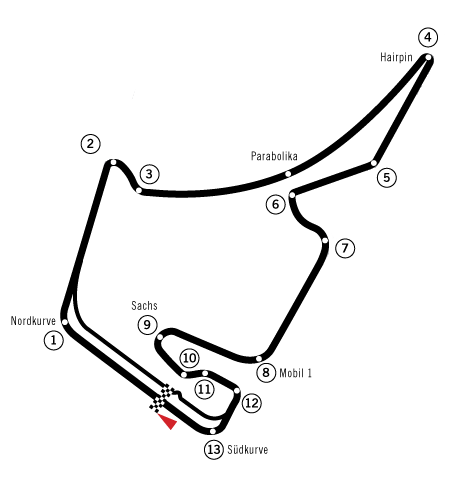
Hockenheimring

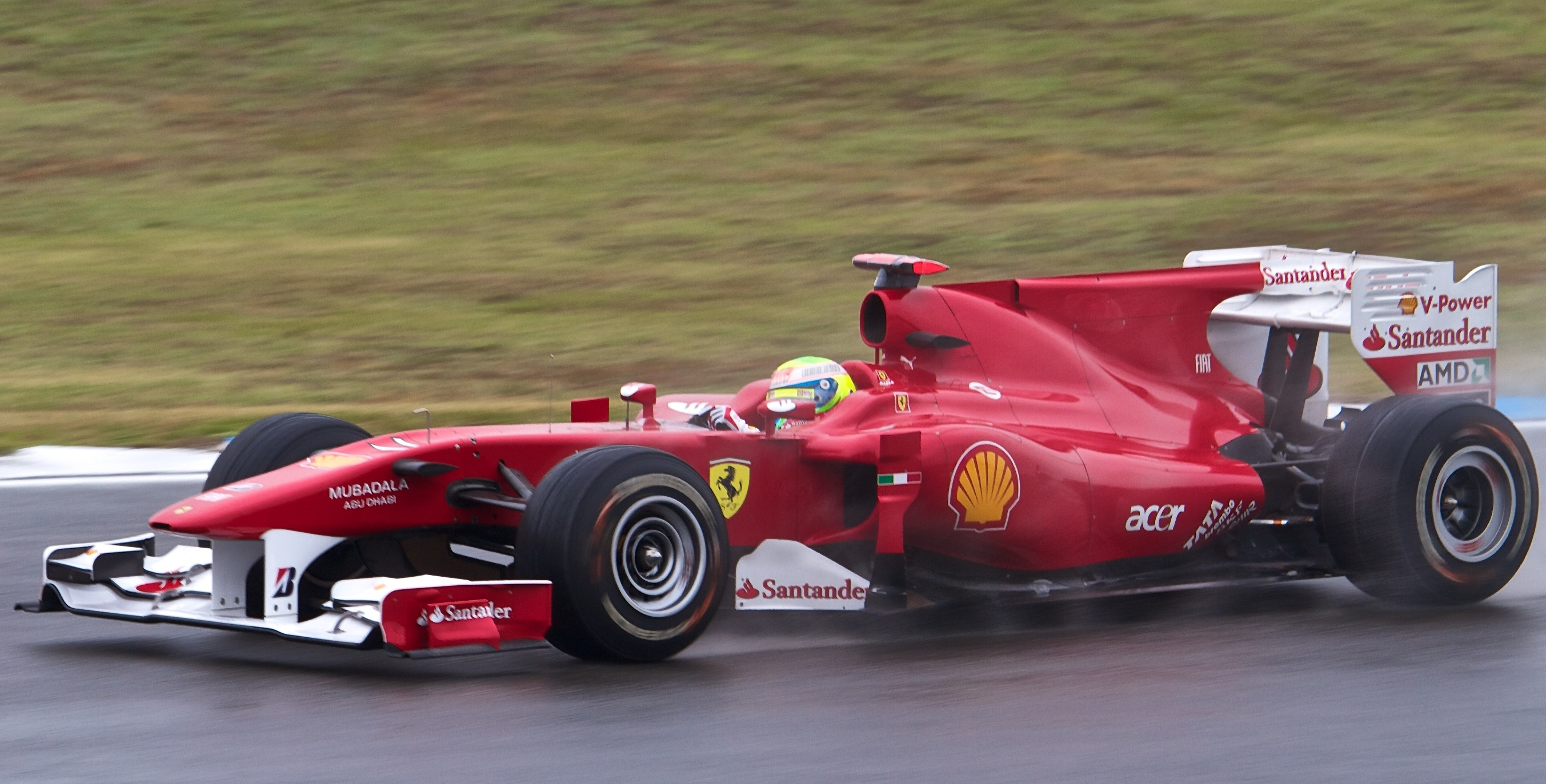
Massa Hockenheimban

Az évad tizenegyedik versenyét, a német nagydíjat 2010. július 25-én rendezték a Hockenheimringen. A pályán egy kör 4,574 km, a verseny 67 körös volt.
Az időmérő edzésen Vettel 2 ezredmásodperccel volt gyorsabb Alonsónál, így az övé lett a pole-pozíció. A rajtnál mindkét Ferrari megelőzte, Massa került az élre. De la Rosa és Kovalainen ütköztek a verseny második felében, az így támadt zavart kihasználva Hülkenberg előzni tudott, Barrichello pedig elszakadt tőlük. A Ferrari burkolt csapatutasítást adott a versenyt vezető Massának csapattársa elengedésére, hogy Alonso a világbajnoki esélyét megtarthassa. A versenybírók az esetért 100 000 dolláros büntetést szabtak ki a csapatra. A futam alatt Vettel, Alonso és Massa vívott kemény csatát, a dobogós helyeket cserélgették egymás között a verseny végéig. Végül Alonso győzött Massa, Vettel, Hamilton és Button előtt.

### Magyar nagydíj

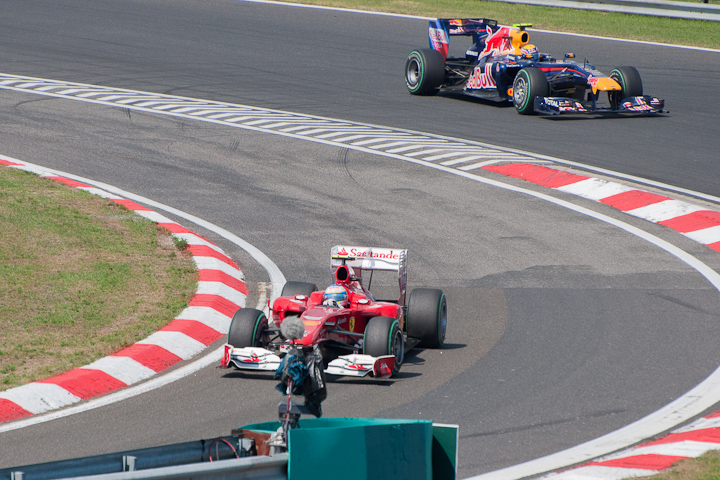
Fernando Alonso a bokszutcába megy, míg Mark Webber ráfordítja autóját a célegyenesre a magyar nagydíjon.

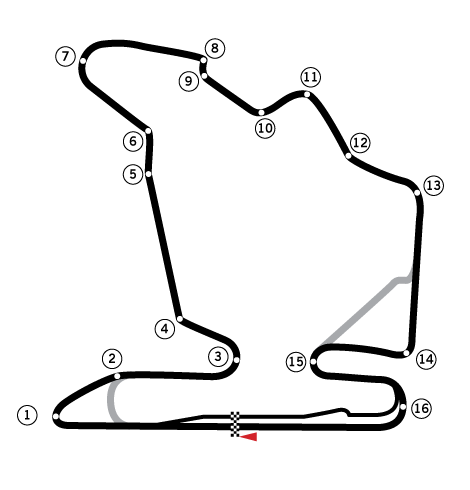
Hungaroring

A világbajnokság tizenkettedik futamát, a magyar nagydíjat 2010. augusztus 1-jén rendezték a magyarországi Hungaroringen, Mogyoródon. A pályán egy kör 4,381 km, a verseny 70 körös volt.
Az első két helyről a két Red Bull Racing: Vettel és Webber indult. Rosszul rajtolt, majd remekül taktikázott és végig hibátlanul vezetett Mark Webber, aki végül megnyerte a 25. magyar nagydíjat 17 másodperces előnnyel. Mögötte a Ferraris Fernando Alonsót és a Red Bull Racing másik pilótáját, Sebastian Vettelt intették le, aki a verseny alatt egy bokszutca-áthajtásos büntetést is kapott. A bokszkiállásoknál Sutil Kubicával ütközött, míg Rosberg Mercedeséről leesett a hátsó kerék közvetlenül kerékcseréje után. Petrov és Hülkenberg karrierje addigi legjobb helyezését szerezte az ötödik és a hatodik hellyel. A listavezető Lewis Hamilton műszaki hiba miatt kiesett. Michael Schumacher tíz helyes rajtbüntetést kapott a következő futamra, mivel a verseny végén nagy sebességnél majdnem a bokszutca falához szorította Barrichellót.

### Belga nagydíj

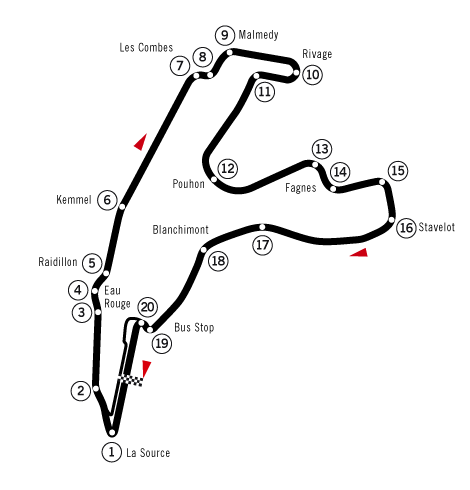
Circuit de Spa-Francorchamps

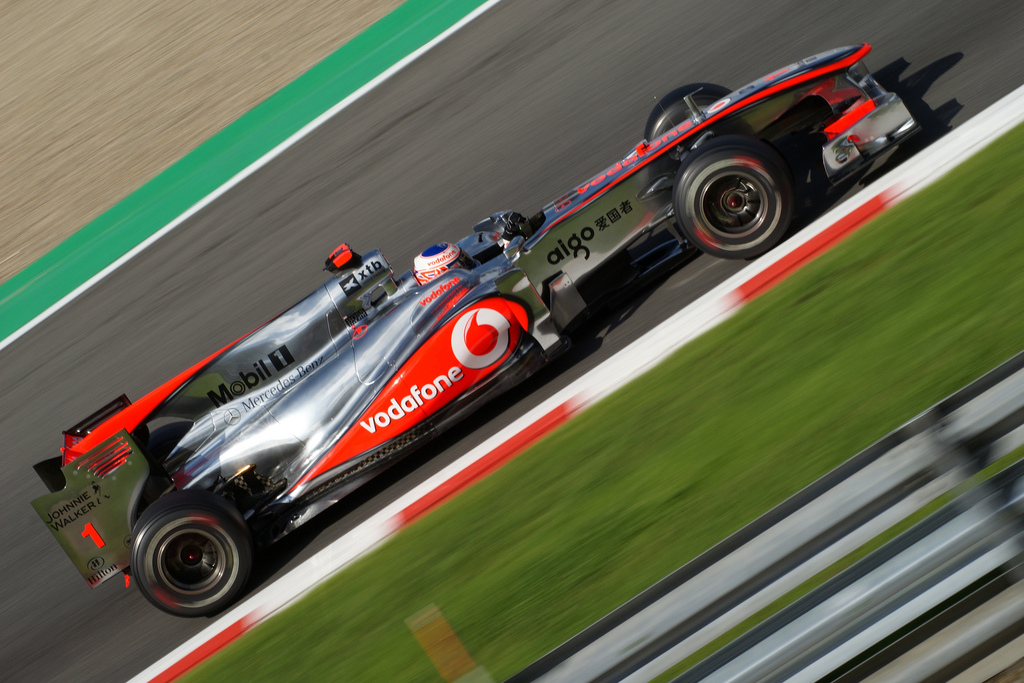
Button Spában

A tizenharmadik versenyt, a belga nagydíjat 2010. augusztus 29-én rendezték Spában. A pályán egy kör 7,004 km, a verseny 44 körös volt.
Az előző évekhez hasonlóan ismét kiszámíthatatlan módon esett az eső a hétvégén, a pole Webberé lett. Hamilton már a rajtnál megelőzte az ausztrált, majd a leintésig vezette a versenyt és győzött. Kubica bokszkiállásánál probléma akadt, ennek köszönhetően Webbert intették le másodiknak. Schumacher, Rosberg és Petrov rossz rajtpozícióból indult, végül mindegyikük pontot szerzett a versenyen. A világbajnoki címért küzdők közül az egymással összeütköző Jenson Button és Sebastian Vettel, valamint a falnak csúszó Fernando Alonso is pont nélkül zárt. A jubileumi 300. futamát teljesítő Rubens Barrichello már az első körben kiesett.

### Olasz nagydíj

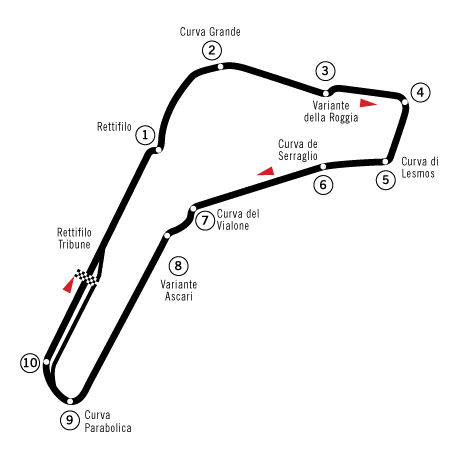
Autodromo Nazionale Monza

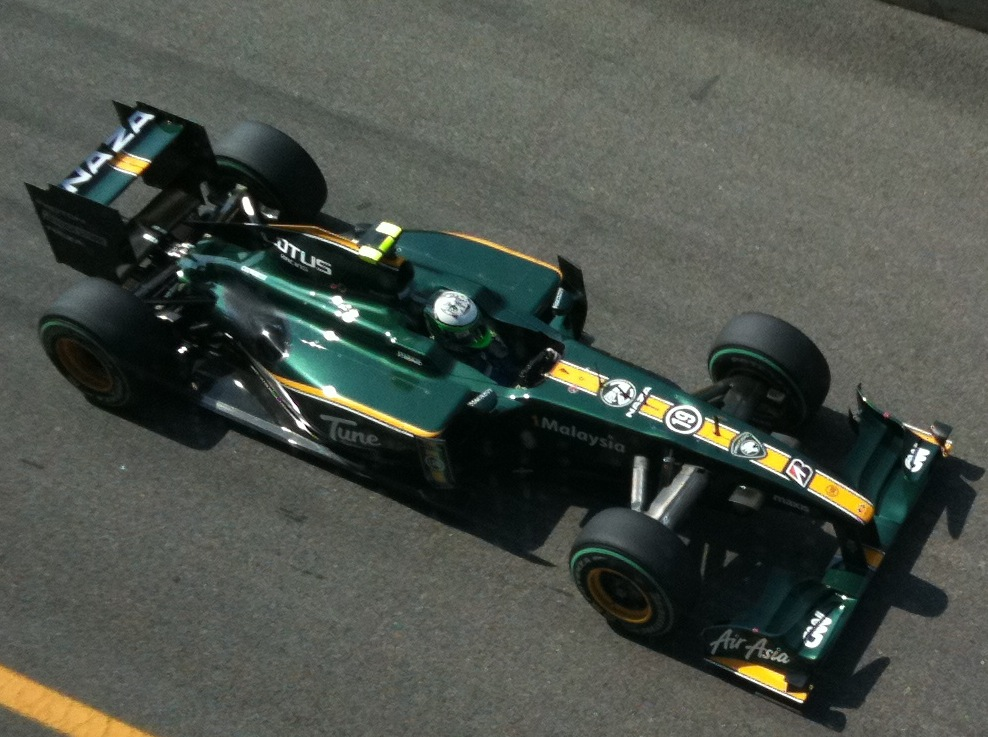
Kovalainen Monzában

A tizennegyedik versenyt, az olasz nagydíjat 2010. szeptember 12-én rendezték Monzában. A pályán egy kör 5,793 km, a verseny 53 körös volt.
Az olasz nagydíj az előző versennyel szemben száraz időben zajlott. Bár az első helyet Alonso szerezte meg Button és Massa előtt, Jenson Button a rajtnál megelőzte a spanyolt, és a verseny nagy részében vezetett. A kerékcseréknél jobban taktikázó Fernando Alonso ezután azonban visszavette a vezetést és megnyerte a futamot. Button mögött a harmadik helyet Felipe Massa szerezte meg. A futam előtt az összetettben élen álló Lewis Hamilton az ötödik helyről már az első körben kiesett.

### Szingapúri nagydíj

Singapore Street Circuit

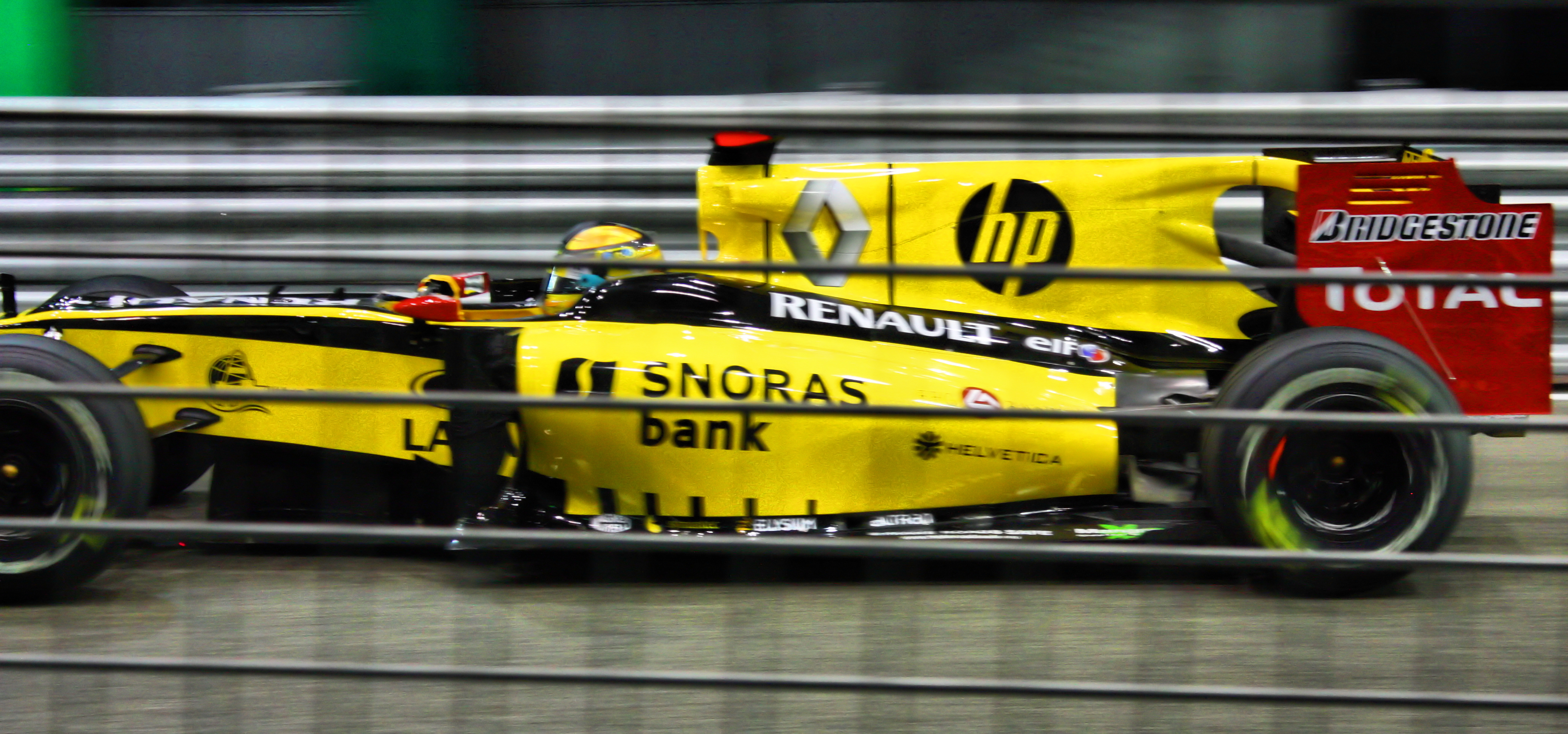
Kubica Szingapúrban

A tizenötödik versenyt, a szingapúri nagydíjat 2010. szeptember 26-án rendezték éjszaka Szingapúrban. A pályán egy kör 5,073 km, a verseny 61 körös volt.
A futamának rajtja sima volt, az élbolyból mindenki jól rajtolt, az első helyezett, tehát a világbajnoki címért versengő Fernando Alonso, Sebastian Vettel, Lewis Hamilton, Jenson Button és Mark Webber megtartotta a kvalifikáción megszerzett helyezését. A 32. körben a biztonsági autó a pályára hajtott, az új rajtnál azonban Alonso és Vettel is könnyedén elszakadt üldözőitől. Velük ellentétben Webbert feltartotta Lucas di Grassi Virginje. Az ausztrál kihúzódott a Virgin mellé, jobbról azonban Hamilton is megérkezett Webber Red Bullja mellé, és a két rivális összekoccant a hetes bal kanyarban. A balesetben a külső íven és valamivel előrébb lévő Hamilton bal hátsó kereke annyira megsérült, hogy nem tudta folytatni, így az olasz nagydíj után két héttel ismét pont nélkül zárta a futamot. Bár az esetet a versenyfelügyelők tárgyalták, de végül nem büntették meg a versenyt folytatni tudó Webbert. Alonso két héttel az olasz futam után a szingapúri nagydíjat is megnyerte. A spanyol pályafutása 25. győzelmét szerezte, emellett a pole-pozícióból indult, megfutotta a leggyorsabb kört és végig vezette a futamot is. A Ferrari mögött a két Red Bull ért célba, Vettel, Webber sorrendben. Alonso a bajnokságban 11 pontra megközelítette a továbbra is élen álló Mark Webbert.

### Japán nagydíj

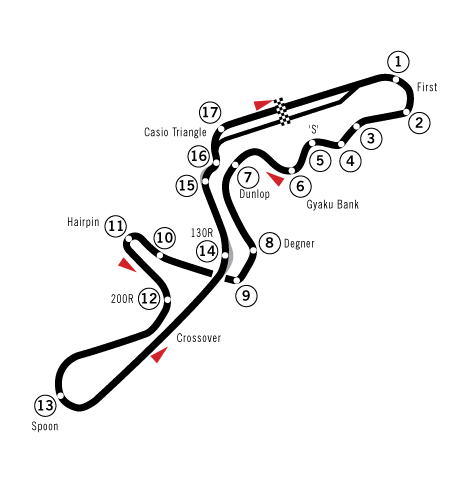
Suzuka Circuit

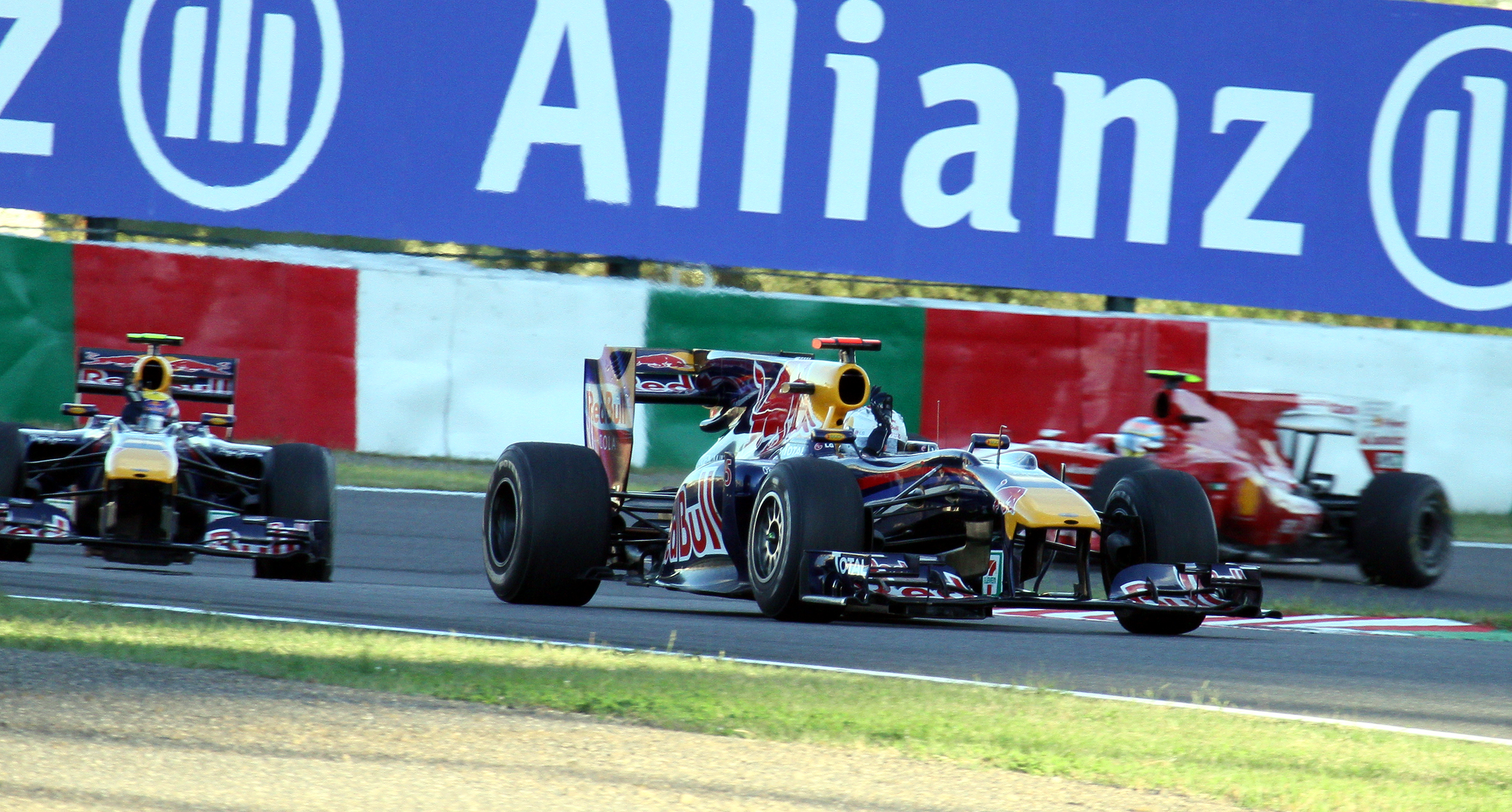
Vettel, Webber és Alonso, a verseny három dobogósa

A tizenhatodik versenyt, a japán nagydíjat 2010. október 10-én rendezték Szuzukában. A pályán egy kör 5,807 km, a verseny 53 körös volt.
Szombaton a nagyon erős esőzés miatt vasárnapra halasztották az időmérőt. Az első helyet Vettel szerezte meg Webber előtt. Ugyanezen a napon a német megnyerte a versenyt is csapattársa előtt. A harmadik helyen a Ferraris Fernando Alonsót intették le. Negyedik lett Jenson Button, míg a váltógondok miatt a verseny végén lelassuló Lewis Hamilton az ötödik helyen ért célba. A pontversenyben Vettel feljött Webber és Alonso mögé, míg Hamilton a negyedik helyre esett vissza. Kovalainen a Lotus csapat addigi legjobb eredményét szerezte a 12. helyével.

### Koreai nagydíj

Korean International Circuit

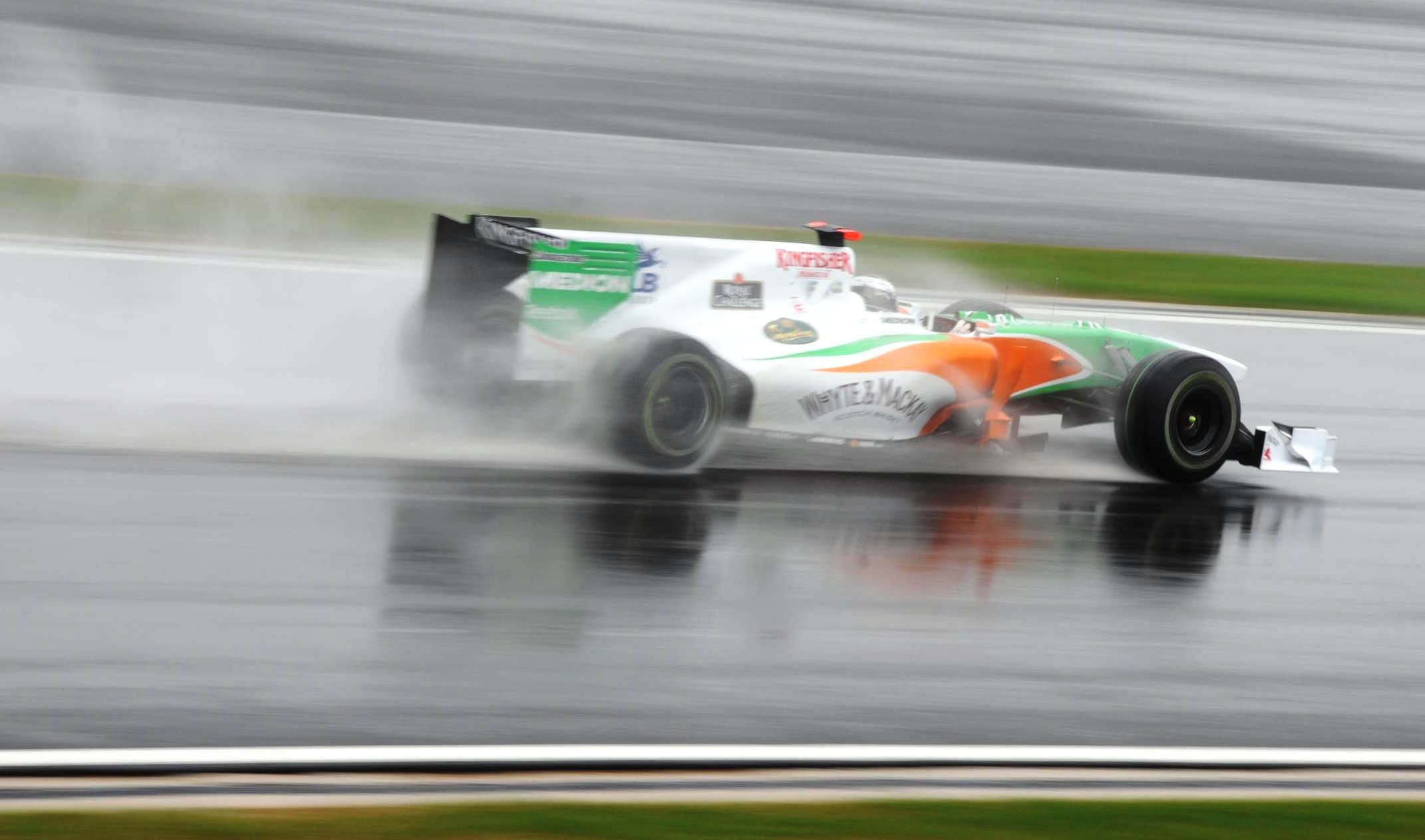
Adrian Sutil Koreában

A tizenhetedik versenyt, a koreai nagydíjat 2010. október 24-én rendezték a Korean International Circuit-en. A pályán egy kör 5,615 km, a verseny 55 körös volt.
Az időmérő edzésen a legjobb időt Vettel autózta Webbern Alonso és Hamilton előtt. Az esős versenyen a mezőny a biztonsági autó mögül indult el. Webber a 19. körben megcsúszott és a falnak csúszott, a balesetben pedig Rosberg Mercedese is összetört. Vettel a 46. körig vezette a versenyt, amikor motorhiba miatt kiesett, így Fernando Alonso győzött Hamilton, Massa és Schumacher előtt. Alonso ezután 11 ponttal vezette a bajnokságot Webber előtt.

### Brazil nagydíj

Autódromo José Carlos Pace

A tizennyolcadik versenyt, a brazil nagydíjat 2010. november 7-én rendezték Interlagosban. A pályán egy kör 4,309 km, a verseny 71 körös volt.
Az első rajtkockából Hülkenberg indulhatott, azonban Vettel hamar átvette a vezetést. A futam közben Liuzzi összetörte a Force Indiát, így a biztonsági autónak be kellett jönnie. A Red Bull Racing német versenyzője magabiztosan nyerte meg a 2010-es brazil versenyhétvégét.
Sebastian Vettel mögött az ausztrál Mark Webber végzett a másik RB6-tal, míg a dobogó legalsó fokát Fernando Alonso szerezte meg a Ferrarival, aki az évadzáró abu-dzabi nagydíjra is éllovasként érkezett meg.
A Red Bull csapatvilágbajnok lett. Az évadzáró abu-dzabi nagydíjat még négyen várták világbajnoki esélyekkel, név szerint: Alonso, Webber, Vettel és Hamilton.

### Abu-dzabi nagydíj

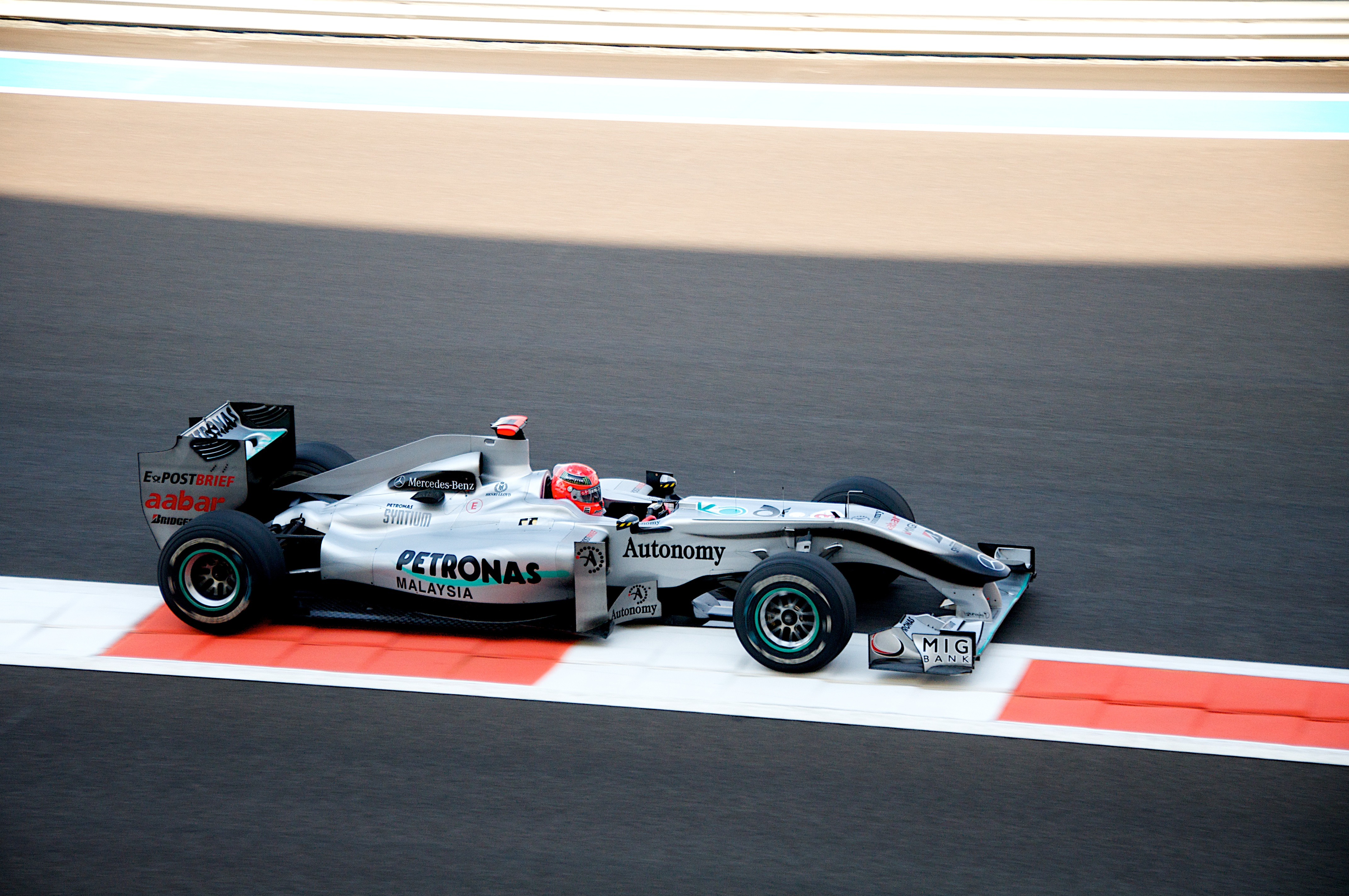
Michael Schumacher Abu Dzabiban

Yas Island Circuit

A világbajnokság tizenkilencedik, egyben utolsó versenyét, az abu-dzabi nagydíjat 2010. november 14-én rendezték Abu-Dzabiban. A pályán egy kör 5,554 km, a verseny 55 körös volt.
Sebastian Vettel minden idők legfiatalabb Formula–1-es világbajnoka lett, miután megnyerte a 2010-es szezon utolsó futamát, az abu-dzabi nagydíjat. A Red Bull Racing német pilótájának sikeréhez az is kellett, hogy legfőbb riválisai, Fernando Alonso és Mark Webber hátrébb végezzen. Alonso végül a 7., Webber pedig 8. helyen végzett. A Ferrari spanyol versenyzőjének versenyét a csapat eltaktikázta: nem számoltak Vettellel, hanem Webber előtt akarták tartani, de beragadt a korai kiállásával előretörő Vitalij Petrov mögé, akit nem tudott megelőzni. A dobogón a két McLaren-pilóta ünnepelhetett Vettellel.

## Nagydíjak
| #   | Nagydíj            | Pole-pozíció     | Leggyorsabb kör  | Győztes pilóta   | Győztes konstruktőr | Összefoglaló |
| --- | ------------------ | ---------------- | ---------------- | ---------------- | ------------------- | ------------ |
| 821 | bahreini nagydíj   | Sebastian Vettel | Fernando Alonso  | Fernando Alonso  | Ferrari             | Összefoglaló |
| 822 | ausztrál nagydíj   | Sebastian Vettel | Mark Webber      | Jenson Button    | McLaren-Mercedes    | Összefoglaló |
| 823 | maláj nagydíj      | Mark Webber      | Mark Webber      | Sebastian Vettel | Red Bull-Renault    | Összefoglaló |
| 824 | kínai nagydíj      | Sebastian Vettel | Lewis Hamilton   | Jenson Button    | McLaren-Mercedes    | Összefoglaló |
| 825 | spanyol nagydíj    | Mark Webber      | Lewis Hamilton   | Mark Webber      | Red Bull-Renault    | Összefoglaló |
| 826 | monacói nagydíj    | Mark Webber      | Sebastian Vettel | Mark Webber      | Red Bull-Renault    | Összefoglaló |
| 827 | török nagydíj      | Mark Webber      | Vitalij Petrov   | Lewis Hamilton   | McLaren-Mercedes    | Összefoglaló |
| 828 | kanadai nagydíj    | Lewis Hamilton   | Robert Kubica    | Lewis Hamilton   | McLaren-Mercedes    | Összefoglaló |
| 829 | európai nagydíj    | Sebastian Vettel | Jenson Button    | Sebastian Vettel | Red Bull-Renault    | Összefoglaló |
| 830 | brit nagydíj       | Sebastian Vettel | Fernando Alonso  | Mark Webber      | Red Bull-Renault    | Összefoglaló |
| 831 | német nagydíj      | Sebastian Vettel | Sebastian Vettel | Fernando Alonso  | Ferrari             | Összefoglaló |
| 832 | magyar nagydíj     | Sebastian Vettel | Sebastian Vettel | Mark Webber      | Red Bull-Renault    | Összefoglaló |
| 833 | belga nagydíj      | Mark Webber      | Lewis Hamilton   | Lewis Hamilton   | McLaren-Mercedes    | Összefoglaló |
| 834 | olasz nagydíj      | Fernando Alonso  | Fernando Alonso  | Fernando Alonso  | Ferrari             | Összefoglaló |
| 835 | szingapúri nagydíj | Fernando Alonso  | Fernando Alonso  | Fernando Alonso  | Ferrari             | Összefoglaló |
| 836 | japán nagydíj      | Sebastian Vettel | Mark Webber      | Sebastian Vettel | Red Bull-Renault    | Összefoglaló |
| 837 | koreai nagydíj     | Sebastian Vettel | Fernando Alonso  | Fernando Alonso  | Ferrari             | Összefoglaló |
| 838 | brazil nagydíj     | Nico Hülkenberg  | Lewis Hamilton   | Sebastian Vettel | Red Bull-Renault    | Összefoglaló |
| 839 | abu-dzabi nagydíj  | Sebastian Vettel | Lewis Hamilton   | Sebastian Vettel | Red Bull-Renault    | Összefoglaló |

## A világbajnokság végeredménye

### Versenyzők
Pontozás:
| Helyezés | 1. | 2. | 3. | 4. | 5. | 6. | 7. | 8. | 9. | 10. | 11.-24. |
| -------- | -- | -- | -- | -- | -- | -- | -- | -- | -- | --- | ------- |
| Pont     | 25 | 18 | 15 | 12 | 10 | 8  | 6  | 4  | 2  | 1   | 0       |

(Félkövér: pole-pozíció, dőlt: leggyorsabb kör, a színkódokról részletes információ itt található)
| Helyezés | Versenyző          | BHR | AUS | MAL | CHN | ESP | MON | TUR | CAN | EUR | GBR | GER | HUN | BEL | ITA | SIN | JPN | KOR | BRA | UAE | Pont |
| -------- | ------------------ | --- | --- | --- | --- | --- | --- | --- | --- | --- | --- | --- | --- | --- | --- | --- | --- | --- | --- | --- | ---- |
| 1        | Sebastian Vettel   | 4   | Ki  | 1   | 6   | 3   | 2   | Ki  | 4   | 1   | 7   | 3   | 3   | 15  | 4   | 2   | 1   | Ki  | 1   | 1   | 256  |
| 2        | Fernando Alonso    | 1   | 4   | 13† | 4   | 2   | 6   | 8   | 3   | 8   | 14  | 1   | 2   | Ki  | 1   | 1   | 3   | 1   | 3   | 7   | 252  |
| 3        | Mark Webber        | 8   | 9   | 2   | 8   | 1   | 1   | 3   | 5   | Ki  | 1   | 6   | 1   | 2   | 6   | 3   | 2   | Ki  | 2   | 8   | 242  |
| 4        | Lewis Hamilton     | 3   | 6   | 6   | 2   | 14† | 5   | 1   | 1   | 2   | 2   | 4   | ki  | 1   | ki  | ki  | 5   | 2   | 4   | 2   | 240  |
| 5        | Jenson Button      | 7   | 1   | 8   | 1   | 5   | Ki  | 2   | 2   | 3   | 4   | 5   | 8   | Ki  | 2   | 4   | 4   | 12  | 5   | 3   | 214  |
| 6        | Felipe Massa       | 2   | 3   | 7   | 9   | 6   | 4   | 7   | 15  | 11  | 15  | 2   | 4   | 4   | 3   | 8   | Ki  | 3   | 15  | 10  | 144  |
| 7        | Nico Rosberg       | 5   | 5   | 3   | 3   | 13  | 7   | 5   | 6   | 10  | 3   | 8   | Ki  | 6   | 5   | 5   | 17† | Ki  | 6   | 4   | 142  |
| 8        | Robert Kubica      | 11  | 2   | 4   | 5   | 8   | 3   | 6   | 7   | 5   | Ki  | 7   | Ki  | 3   | 8   | 7   | Ki  | 5   | 9   | 5   | 136  |
| 9        | Michael Schumacher | 6   | 10  | Ki  | 10  | 4   | 12  | 4   | 11  | 15  | 9   | 9   | 11  | 7   | 9   | 13  | 6   | 4   | 7   | Ki  | 72   |
| 10       | Rubens Barrichello | 10  | 8   | 12  | 12  | 9   | Ki  | 14  | 14  | 4   | 5   | 12  | 10  | Ki  | 10  | 6   | 9   | 7   | 14  | 12  | 47   |
| 11       | Adrian Sutil       | 12  | Ki  | 5   | 11  | 7   | 8   | 9   | 10  | 6   | 8   | 17  | Ki  | 5   | 16  | 9   | Ki  | Ki  | 12  | 13  | 47   |
| 12       | Kobajasi Kamui     | Ki  | Ki  | Ki  | Ki  | 12  | Ki  | 10  | Ki  | 7   | 6   | 11  | 9   | 8   | Ki  | Ki  | 7   | 8   | 10  | 14  | 32   |
| 13       | Vitalij Petrov     | Ki  | Ki  | Ki  | 7   | 11  | 13† | 15  | 17  | 14  | 13  | 10  | 5   | 9   | 13  | 11  | Ki  | Ki  | 16  | 6   | 27   |
| 14       | Nico Hülkenberg    | 14  | Ki  | 10  | 15  | 16  | Ki  | 17  | 13  | Ki  | 10  | 13  | 6   | 14  | 7   | 10  | Ki  | 10  | 8   | 16  | 22   |
| 15       | Vitantonio Liuzzi  | 9   | 7   | Ki  | Ki  | 15† | 9   | 13  | 9   | 16  | 11  | 16  | 13  | 10  | 12  | Ki  | Ki  | 6   | Ki  | Ki  | 21   |
| 16       | Sébastien Buemi    | 16† | Ki  | 11  | Ki  | Ki  | 10  | 16  | 8   | 9   | 12  | Ki  | 12  | 12  | 11  | 14  | 10  | Ki  | 13  | 15  | 8    |
| 17       | Pedro de la Rosa   | Ki  | 12  | Ni  | Ki  | Ki  | Ki  | 11  | Ki  | 12  | Ki  | 14  | 7   | 11  | 14  |     |     |     |     |     | 6    |
| 18       | Nick Heidfeld      |     |     |     |     |     |     |     |     |     |     |     |     |     |     | Ki  | 8   | 9   | 17  | 11  | 6    |
| 19       | Jaime Alguersuari  | 13  | 11  | 9   | 13  | 10  | 11  | 12  | 12  | 13  | Ki  | 15  | Ki  | 13  | 15  | 12  | 11  | 11  | 11  | 9   | 5    |
| 20       | Heikki Kovalainen  | 15  | 13  | Hn  | 14  | Ni  | Ki  | Ki  | 16  | Ki  | 17  | Ki  | 14  | 16  | 18  | 16† | 12  | 13  | 18  | 17  | 0    |
| 21       | Jarno Trulli       | 17† | Ni  | 17  | Ki  | 17  | Ki  | Ki  | Ki  | 21  | 16  | Ki  | 15  | 19  | Ki  | Ki  | 13  | Ki  | 19  | 21† | 0    |
| 22       | Karun Chandhok     | Ki  | 14  | 15  | 17  | Ki  | Ki  | 20† | 18  | 18  | 19  |     |     |     |     |     |     |     |     |     | 0    |
| 23       | Bruno Senna        | Ki  | Ki  | 16  | 16  | Ki  | Ki  | Ki  | Ki  | 20  |     | 19  | 17  | Ki  | Ki  | Ki  | 15  | 14  | 21  | 19  | 0    |
| 24       | Lucas di Grassi    | Ki  | Ki  | 14  | Ki  | 19  | Ki  | 19  | 19  | 17  | Ki  | Ki  | 18  | 17  | 20  | 15  | Ni  | Ki  | Hn  | 18  | 0    |
| 25       | Timo Glock         | Ki  | Ki  | Ki  | Ni  | 18  | Ki  | 18  | Ki  | 19  | 18  | 18  | 16  | 18  | 17  | Ki  | 14  | Ki  | 20  | Ki  | 0    |
| 26       | Jamamoto Szakon    |     |     |     |     |     |     |     |     |     | 20  | Ki  | 19  | 20  | 19  |     | 16  | 15  |     |     | 0    |
| 27       | Christian Klien    |     |     |     |     |     |     |     |     |     |     |     |     |     |     | Ki  |     |     | 22  | 20  | 0    |
| Helyezés | Versenyző          | BHR | AUS | MAL | CHN | ESP | MON | TUR | CAN | EUR | GBR | GER | HUN | BEL | ITA | SIN | JPN | KOR | BRA | UAE | Pont |

† A versenyző nem ért célba, de helyezését értékelték, mivel teljesítette a versenytáv több, mint 90%-át.

Az újoncok színezése eltérő

### Konstruktőrök
| Helyezés | Konstruktőr          | Rajt- szám | BHR | AUS | MAL | CHN | ESP | MON | TUR | CAN | EUR | GBR | GER | HUN | BEL | ITA | SIN | JPN | KOR | BRA | UAE | Pont |
| -------- | -------------------- | ---------- | --- | --- | --- | --- | --- | --- | --- | --- | --- | --- | --- | --- | --- | --- | --- | --- | --- | --- | --- | ---- |
| 1.       | Red Bull-Renault     | 5          | 4   | Ki  | 1   | 6   | 3   | 2   | Ki  | 4   | 1   | 7   | 3   | 3   | 15  | 4   | 2   | 1   | Ki  | 1   | 1   | 498  |
| 1.       | Red Bull-Renault     | 6          | 8   | 9   | 2   | 8   | 1   | 1   | 3   | 5   | Ki  | 1   | 6   | 1   | 2   | 6   | 3   | 2   | Ki  | 2   | 8   | 498  |
| 2.       | McLaren-Mercedes     | 1          | 7   | 1   | 8   | 1   | 5   | Ki  | 2   | 2   | 3   | 4   | 5   | 8   | Ki  | 2   | 4   | 4   | 12  | 5   | 3   | 454  |
| 2.       | McLaren-Mercedes     | 2          | 3   | 6   | 6   | 2   | 14† | 5   | 1   | 1   | 2   | 2   | 4   | Ki  | 1   | Ki  | Ki  | 5   | 2   | 4   | 2   | 454  |
| 3.       | Ferrari              | 7          | 2   | 3   | 7   | 9   | 6   | 4   | 7   | 15  | 11  | 15  | 2   | 4   | 4   | 3   | 8   | Ki  | 3   | 15  | 10  | 396  |
| 3.       | Ferrari              | 8          | 1   | 4   | 13† | 4   | 2   | 6   | 8   | 3   | 8   | 14  | 1   | 2   | Ki  | 1   | 1   | 3   | 1   | 3   | 7   | 396  |
| 4.       | Mercedes GP          | 3          | 6   | 10  | Ki  | 10  | 4   | 12  | 4   | 11  | 15  | 9   | 9   | 11  | 7   | 9   | 13  | 6   | 4   | 7   | Ki  | 214  |
| 4.       | Mercedes GP          | 4          | 5   | 5   | 3   | 3   | 13  | 7   | 5   | 6   | 10  | 3   | 8   | Ki  | 6   | 5   | 5   | 17† | Ki  | 6   | 4   | 214  |
| 5.       | Renault              | 11         | 11  | 2   | 4   | 5   | 8   | 3   | 6   | 7   | 5   | Ki  | 7   | Ki  | 3   | 8   | 7   | Ki  | 5   | 9   | 5   | 163  |
| 5.       | Renault              | 12         | Ki  | Ki  | Ki  | 7   | 11  | 13† | 15  | 17  | 14  | 13  | 10  | 5   | 9   | 13  | 11  | Ki  | Ki  | 16  | 6   | 163  |
| 6.       | Williams-Cosworth    | 9          | 10  | 8   | 12  | 12  | 9   | Ki  | 14  | 14  | 4   | 5   | 12  | 10  | Ki  | 10  | 6   | 9   | 7   | 14  | 12  | 69   |
| 6.       | Williams-Cosworth    | 10         | 14  | Ki  | 10  | 15  | 16  | Ki  | 17  | 13  | Ki  | 10  | 13  | 6   | 14  | 7   | 10  | Ki  | 10  | 8   | 16  | 69   |
| 7.       | Force India-Mercedes | 14         | 12  | Ki  | 5   | 11  | 7   | 8   | 9   | 10  | 6   | 8   | 17  | Ki  | 5   | 16  | 9   | Ki  | Ki  | 12  | 13  | 68   |
| 7.       | Force India-Mercedes | 15         | 9   | 7   | Ki  | Ki  | 15† | 9   | 13  | 9   | 16  | 11  | 16  | 13  | 10  | 12  | Ki  | Ki  | 6   | Ki  | Ki  | 68   |
| 8.       | BMW Sauber-Ferrari   | 22         | Ki  | 12  | Ni  | Ki  | Ki  | Ki  | 11  | Ki  | 12  | Ki  | 14  | 7   | 11  | 14  | Ki  | 8   | 9   | 17  | 11  | 44   |
| 8.       | BMW Sauber-Ferrari   | 23         | Ki  | Ki  | Ki  | Ki  | 12  | Ki  | 10  | Ki  | 7   | 6   | 11  | 9   | 8   | Ki  | Ki  | 7   | 8   | 10  | 14  | 44   |
| 9.       | Toro Rosso-Ferrari   | 16         | 16† | Ki  | 11  | Ki  | Ki  | 10  | 16  | 8   | 9   | 12  | Ki  | 12  | 12  | 11  | 14  | 10  | Ki  | 13  | 15  | 13   |
| 9.       | Toro Rosso-Ferrari   | 17         | 13  | 11  | 9   | 13  | 10  | 11  | 12  | 12  | 13  | Ki  | 15  | Ki  | 13  | 15  | 12  | 11  | 11  | 11  | 9   | 13   |
| 10.      | Lotus-Cosworth       | 18         | 17† | Ni  | 17  | Ki  | 17  | Ki  | Ki  | Ki  | 21  | 16  | Ki  | 15  | 19  | Ki  | Ki  | 13  | Ki  | 19  | 21  | 0    |
| 10.      | Lotus-Cosworth       | 19         | 15  | 13  | Hn  | 14  | Ni  | Ki  | Ki  | 16  | Ki  | 17  | Ki  | 14  | 16  | 18  | 16† | 12  | 13  | 18  | 17  | 0    |
| 11.      | HRT-Cosworth         | 20         | Ki  | 14  | 15  | 17  | Ki  | Ki  | 20† | 18  | 18  | 19  | Ki  | 19  | 20  | 19  | Ki  | 16  | 15  | 22  | 20  | 0    |
| 11.      | HRT-Cosworth         | 21         | Ki  | Ki  | 16  | 16  | Ki  | Ki  | Ki  | Ki  | 20  | 20  | 19  | 17  | Ki  | Ki  | Ki  | 15  | 14  | 21  | 19  | 0    |
| 12.      | Virgin-Cosworth      | 24         | Ki  | Ki  | Ki  | Ni  | 18  | Ki  | 18  | Ki  | 19  | 18  | 18  | 16  | 18  | 17  | Ki  | 14  | Ki  | 20  | Ki  | 0    |
| 12.      | Virgin-Cosworth      | 25         | Ki  | Ki  | 14  | Ki  | 19  | Ki  | 19  | 19  | 17  | Ki  | Ki  | 18  | 17  | 20  | 15  | Ni  | Ki  | Hn  | 18  | 0    |
| Helyezés | Konstruktőr          | Rajt- szám | BHR | AUS | MAL | CHN | ESP | MON | TUR | CAN | EUR | GBR | GER | HUN | BEL | ITA | SIN | JPN | KOR | BRA | UAE | Pont |

† A versenyző nem ért célba, de teljesítette a versenytáv 90%-át, ezért rangsorolva lett.

### Időmérő edzések
Színmagyarázat:
| Helyezés | Pole pozíció | A Q3-ba jutott | Kiesett a Q2-ben | Kiesett a Q1-ben | Nem vett részt |
| -------- | ------------ | -------------- | ---------------- | ---------------- | -------------- |
| Színkód  | 1.           | 2–10.          | 11–17.           | 18–24.           | ni             |

| Helyezés | Versenyző          | BHR | AUS | MAL | CHN | ESP | MON | TUR | CAN | EUR | GBR | GER | HUN | BEL | ITA | SIN | JPN | KOR | BRA | UAE |
| -------- | ------------------ | --- | --- | --- | --- | --- | --- | --- | --- | --- | --- | --- | --- | --- | --- | --- | --- | --- | --- | --- |
| 1.       | Sebastian Vettel   | 1   | 1   | 3   | 1   | 2   | 3   | 3   | 3   | 1   | 1   | 1   | 1   | 4   | 6   | 2   | 1   | 1   | 2   | 1   |
| 2.       | Fernando Alonso    | 3   | 3   | 19  | 3   | 4   | 24  | 12  | 4   | 4   | 3   | 2   | 3   | 10  | 1   | 1   | 5   | 3   | 5   | 3   |
| 3.       | Mark Webber        | 6   | 2   | 1   | 2   | 1   | 1   | 1   | 2†  | 2   | 2   | 4   | 2   | 1   | 4   | 5   | 2   | 2   | 3   | 5   |
| 4.       | Lewis Hamilton     | 4   | 11  | 20  | 6   | 3   | 5   | 2   | 1   | 3   | 4   | 6   | 5   | 2   | 5   | 3   | 3†  | 4   | 4   | 2   |
| 5.       | Jenson Button      | 8   | 4   | 17  | 5   | 5   | 8   | 4   | 5   | 7   | 14  | 5   | 11  | 5   | 2   | 4   | 6   | 7   | 11  | 4   |
| 6.       | Felipe Massa       | 2   | 2   | 21  | 7   | 9   | 4   | 8   | 7   | 5   | 7   | 3   | 4   | 6   | 3   | 24  | 12  | 6   | 9   | 6   |
| 7.       | Nico Rosberg       | 5   | 6   | 2   | 4   | 8   | 6   | 6   | 10  | 12  | 5   | 9   | 6   | 12† | 7   | 7   | 7   | 5   | 13  | 9   |
| 8.       | Robert Kubica      | 9   | 9   | 6   | 8   | 7   | 2   | 7   | 8   | 6   | 6   | 7   | 8   | 3   | 9   | 8   | 4   | 8   | 7   | 11  |
| 9.       | Michael Schumacher | 7   | 7   | 8   | 9   | 6   | 7   | 5   | 13  | 15  | 10  | 11  | 14  | 11† | 12  | 9   | 10  | 9   | 8   | 8   |
| 10.      | Rubens Barrichello | 11  | 8   | 7   | 11  | 18  | 9   | 15  | 11  | 9   | 8   | 8   | 12  | 7   | 10  | 6   | 8   | 10  | 6   | 7   |
| 11.      | Adrian Sutil       | 10  | 10  | 4   | 10  | 11  | 12  | 11  | 9   | 13  | 11  | 14† | 13  | 8   | 11  | 16  | 15  | 14  | 18† | 13  |
| 12.      | Kobajasi Kamui     | 16  | 16  | 9   | 15  | 10  | 16  | 10  | 18  | 18  | 12  | 12  | 18† | 19  | 13  | 10  | 14  | 12  | 12  | 12  |
| 13.      | Vitalij Petrov     | 17  | 18  | 11  | 14  | 14† | 14  | 9   | 14  | 10  | 16  | 13  | 7   | 24  | 15  | 13  | 13  | 15† | 10  | 10  |
| 14.      | Nico Hülkenberg    | 13  | 15  | 5   | 16  | 13  | 11  | 17  | 12  | 8   | 13  | 10  | 10  | 9   | 8   | 12† | 9   | 11  | 1   | 15  |
| 15.      | Vitantonio Liuzzi  | 12  | 13  | 10  | 18  | 17  | 10  | 18  | 6   | 14  | 15† | 22  | 16  | 14  | 20  | 17  | 17  | 18  | 17  | 16  |
| 16.      | Sébastien Buemi    | 15  | 12  | 13  | 13  | 15  | 13  | 14  | 15  | 11  | 17  | 17  | 15  | 15† | 14  | 14  | 18  | 17  | 15  | 18  |
| 17.      | Pedro de la Rosa   | 14  | 14  | 12  | 17  | 12  | 15  | 13  | 17  | 16  | 9   | 15  | 9   | 22† | 17  |     |     |     |     |     |
| 18.      | Nick Heidfeld      |     |     |     |     |     |     |     |     |     |     |     |     |     |     | 15  | 11  | 13  | 16  | 14  |
| 19.      | Jaime Alguersuari  | 18  | 17  | 14  | 12  | 16  | 17  | 16  | 16  | 17  | 18  | 16  | 17  | 13  | 16  | 11† | 16  | 16  | 14  | 17  |
| 20.      | Heikki Kovalainen  | 21  | 19  | 15  | 21  | 20  | 18  | 20  | 19  | 20  | 19  | 19  | 20  | 16  | 19  | 19  | 20  | 21  | 21  | 20  |
| 21.      | Jarno Trulli       | 20  | 20  | 18  | 20  | 19  | 19  | 19  | 20  | 19  | 19  | 20  | 21  | 18  | 18  | 18  | 21  | 19  | 20  | 19  |
| 22.      | Karun Chandhok     | 24  | 24  | 22  | 24  | 23† | 23  | 24  | 24  | 23  | 23  |     |     |     |     |     |     |     |     |     |
| 23.      | Bruno Senna        | 23  | 23  | 23  | 23  | 24  | 22  | 22  | 22  | 24  |     | 21  | 23  | 20  | 23  | 23  | 23  | 24  | 24  | 23  |
| 24.      | Lucas di Grassi    | 22  | 22  | 24  | 22  | 22† | 21  | 23  | 23  | 21  | 22  | 24† | 22  | 23  | 20  | 22  | 21  | 22  | 22  | 22  |
| 25.      | Timo Glock         | 19  | 21  | 16  | 19  | 21† | 20  | 21  | 21  | 22  | 20  | 20† | 19  | 17† | 21  | 18  | 22  | 20  | 19  | 21  |
| 26.      | Jamamoto Szakon    |     |     |     |     |     |     |     |     |     | 24  | 23  | 24  | 21  | 24  |     | 24  | 23  |     |     |
| 27.      | Christian Klien    |     |     |     |     |     |     |     |     |     |     |     |     |     |     | 22  |     |     | 23  | 24  |
| Helyezés | Versenyző          | BHR | AUS | MAL | CHN | ESP | MON | TUR | CAN | EUR | GBR | GER | HUN | BEL | ITA | SIN | JPN | KOR | BRA | UAE |

Megjegyzés:
A helyezések a világbajnokság pontversenyében elfoglalt pozíciót jelentik. A táblázatban az időmérő edzésen elért eredmények, és nem a végleges rajtpozíciók szerepelnek.
- † — A rajtpozíció változott az időmérő edzésen elért helyezéshez képest (nem számítva az egyik versenyző hátrasorolásából következő előrelépést). A részletekért lásd a futamok szócikkeit.

## Közvetítések
A 2010-es szezonban az RTL Klub csatorna közvetítette élőben az időmérő edzéseket és a futamokat, az ismétlések a Sportklubon voltak láthatók. A magyar nagydíj kivételével valamennyi futamot a budapesti stúdióból kommentáltak. Az állandó kommentátor Czollner Gyula volt, aki mellett – augusztus végéig – időnként Palik László kommentálta a versenyeket, ám Palik időközben távozott a Hungaroring éléről, helyét a német nagydíjtól a szakkommentátor Walter Csaba vette át. A helyszíni riporter Szujó Zoltán volt. A stúdióműsorokat Gyulai Balázs és Héder Barna vezették, állandó vendégeik Wéber Gábor és Szabó Róbert voltak.